# نيلسون مانديلا
نيلسون روليهلاهلا مانديلا (18 يوليو 1918 - 5 ديسمبر 2013 )، سياسي مناهض لنظام الفصل العنصري في جنوب أفريقيا وثوري شغل منصب رئيس جنوب أفريقيا 1994-1999. وكان أول رئيس من ذوي البشرة السمراء لجنوب أفريقيا، انتخب في أول انتخابات متعددة وممثلة لكل الأعراق. ركزت حكومته على تفكيك إرث نظام الفصل العنصري من خلال التصدي للعنصرية المؤسساتية والفقر وعدم المساواة وتعزيز المصالحة العرقية. سياسيا، هو قومي أفريقي وديمقراطي اشتراكي، شغل منصب رئيس المؤتمر الوطني الأفريقي (African National Congress : ANC) في الفترة من 1991 إلى 1997. كما شغل دوليا، منصب الأمين العام لحركة عدم الانحياز 1998-1999.
ولد في قبيلة الهوسا (Xhosa) للعائلة المالكة تهمبو (Thembu). درس مانديلا في جامعة فورت هير وجامعة ويتواترسراند، حيث درس القانون. عاش في جوهانسبورغ وانخرط في السياسة المناهضة للاستعمار، وانضم إلى حزب المؤتمر الوطني الأفريقي، وأصبح عضواً مؤسسا لعصبة الشبيبة التابعة للحزب. بعد وصول الأفريكان القوميين من الحزب الوطني إلى السلطة في عام 1948 وبدأ تنفيذ سياسة الفصل العنصري، برز على الساحة في عام 1952 في حملة تحد من حزب المؤتمر الوطني الأفريقي، وانتخب رئيس لفرع حزب المؤتمر الوطني بترانسفال وأشرف على الكونغرس الشعبي لعام 1955. عمل كمحام، وألقي القبض عليه مراراً وتكراراً لأنشطة مثيرة للفتنة، وحوكم مع قيادة حزب المؤتمر في محاكمة الخيانة 1956-1961 وبرّئ فيما بعد. كان يحث في البداية على احتجاج غير عنيف، وبالتعاون مع الحزب الشيوعي في جنوب أفريقيا شارك في تأسيس منظمة رمح الأمة المتشددة (Umkhonto we Sizwe : MK) في عام 1961، أُلقي القبض عليه واتهم بالاعتداء على أهداف حكومية. وفي عام 1962 أُدين بالتخريب والتآمر لقلب نظام الحكم، وحكمت عليه محكمة ريفونيا بالسجن مدى الحياة.
مَكث مانديلا 27 عاماً في السجن، أولاً في جزيرة روبن آيلاند، ثم في سجن بولسمور وسجن فيكتور فيرستر. وبالموازاة مع فترة السجن، انتشرت حملة دولية عملت على الضغط من أجل إطلاق سراحه، الأمر الذي تحقق في عام 1990 وسط حرب أهلية متصاعدة. صار بعدها مانديلا رئيساً لحزب المؤتمر الوطني الأفريقي ونشر سيرته الذاتية وقاد المفاوضات مع الرئيس دي كليرك لإلغاء الفصل العنصري وإقامة انتخابات متعددة الأعراق في عام 1994، الانتخابات التي قاد فيها حزب المؤتمر إلى الفوز. انتخب رئيساً وشكل حكومة وحدة وطنية في محاولة لنزع فتيل التوترات العرقية. كرئيس، أسس دستوراً جديداً ولجنة للحقيقة والمصالحة للتحقيق في انتهاكات حقوق الإنسان في الماضي. استمر شكل السياسة الاقتصادية الليبرالية للحكومة، وعرضت إدارته تدابير لتشجيع الإصلاح الزراعي ومكافحة الفقر وتوسيع نطاق خدمات الرعاية الصحية. دولياً، توسط بين ليبيا والمملكة المتحدة في قضية تفجير رحلة بان آم 103، وأشرف على التدخل العسكري في ليسوتو. امتنع عن الترشح لولاية ثانية، وخلفه نائبه تابو إيمبيكي، ليصبح فيما بعد رجلاً من حكماء الدولة، ركّز على العمل الخيري في مجال مكافحة الفقر وانتشار الإيدز من خلال مؤسسة نيلسون مانديلا.
أثارت فترات حياته الكثير من الجدل، شجبه اليمينيون وانتقدوا تعاطفه مع الإرهاب والشيوعية. كما تلقى الكثير من الإشادات الدولية لموقفه المناهض للاستعمار وللفصل العنصري، حيث تلقى أكثر من 250 جائزة، منها جائزة نوبل للسلام 1993 وميدالية الرئاسة الأمريكية للحرية ووسام لينين من الاتحاد السوفييتي. يتمتع مانديلا بالاحترام العميق في العالم عامة وفي جنوب أفريقيا خاصة، حيث غالباً ما يشار إليه باسمه في عشيرته ماديبا  أو تاتا ، وفي كثير من الأحيان يُوصف بأنه «أبو الأمة».

## النشأة

### الطفولة (1918-1936)
ولد مانديلا في 18 يوليو 1918 في قرية مفيتزو Mvezo بمقاطعة أوماتاتا (Umtatu)، بإقليم ترانسكاي في جنوب أفريقيا. سُمّي «روليهلاهلا»، ويعني «نازع الأغصان من الشجر» أو بالعامية «المشاكس»،  وفي السنوات اللاحقة أصبح يعرف باسم عشيرته، ماديبا. أحد أجداده من جهة والده، نغوبنغوكا Ngubengcuka، كان حاكما لشعب تيمبو في أراضي ترانسكاي بمقاطعة كيب الشرقية الحديثة في جنوب أفريقيا. هذا الملك، كان له ابن اسمه مانديلا هو جد نيلسون ومصدر لقبه. لأن مانديلا لم يكن سوى طفل الملك من زوجة من عشيرة اكزيبا Ixhiba، أو ما يسمى ب «الفرع الأيسر»، فكان غير مؤهل ليرث العرش ولكنه اعتبر مستشار الورثة الملكيين. ومع ذلك، كان والده، غادلا هنري مفاكانيسوا Gadla Henry Mphakanyiswa، زعيما محليا ومستشارا للملك، عُيِّن في المنصب في عام 1915، بعد أن اتهم مجلس حكام أبيض سلفه بالفساد. في عام 1926، أُقيل غادلا أيضا من منصبه بتهمة الفساد، قيل لنيلسون أنه فقد وظيفته بسبب وقوفه ضد مطالب المجلس غير المعقولة. كان محب للإله «كاماتا Qamata», كان غادلا متزوج من أربع نسوة، ولديه أربعة أولاد وتسع بنات، يعيشون في قرى مختلفة. وكانت والدة نيلسون «نوسيكا فاني» (Nosekeni Fanny) هي الزوجة الثالثة، وهي ابنة انكيداما (Nkedama) من «الفرع الأيمن» وعضوا في أمامبفو (amaMpemvu) من عشيرة كوسا.
في سنواته الأولى، هيمنت على حياته «العادات والطقوس والمحرمات»  شبَّ مانديلا مع اثنين من أخواته في مسكن والدته بقرية Qunu، وكان يرعى قطعان الماشية صبي ويمضي معظم الوقت في الخارج مع أولاد آخرين. كان والداه أُميين، ولكن والدته التي اعتنقت المسيحية أرسلته إلى المدرسة الميثودية المحلية وهو بعمر سبعة سنين. عمد كميثودي، وأعطى معلم مانديلا به اسما إنجليزيا هو «نيلسون» كاسم أول. عندما كان مانديلا في التسعة من عمره، قدم أبوه للعيش معهم في كونو Qunu، حيث توفي بمرض لم يشخص يعتقد مانديلا أنه من أمراض الرئة. قال في وقت لاحق أنه ورث من والده «التمرد بفخر» و «إحساس عنيد بالعدالة».
أخذته والدته إلى «المكان العظيم» "Great Place" قصر في مكيكزوبي Mqhekezweni، حيث كان تحت رعاية الوصي على عرش تيمبو، الزعيم يونجينتابا دالينديبو (Jongintaba Dalindyebo). ولم يرى أمه مرة أخرى لسنوات عديدة، ورأى مانديلا أن يونجينتابا وزوجته نو-إنغلاند (Noengland) عاملاه وكأنه طفلهما، بنفس مقام الابن جستيس (Justice) والبنت نومافو (Nomafu). كان مانديلا يتردد على الكنيسة كل يوم أحد مع الأوصياء، حتى أصبحت للمسيحية مكانة خاصة في حياته. التحق بمدرسة البعثة الميثودية الواقعة بجانب القصر، حيث درس اللغة الإنجليزية وكوسا (Xhosa) والتاريخ والجغرافيا. فأحب التاريخ الأفريقي، من خلال استماعه إلى حكايات الزوار المسنين إلى القصر، وتأثر بالخطاب المعادي للإمبريالية الزعيم Joyi. وفي وقتها كان يعتبر المستعمرين الأوروبيين محسنين وليسوا ظالمين. بعمر 16 سنة، سافر مع جستيس والعديد من الأولاد الآخرين إلى تايهالارها Tyhalarha للخضوع لطقوس الختان وهو رمز لانتقالهم من الطفولة إلى الرجولة، وبعد اتمام الطقوس، سمي بـ داليبهونغا "Dalibunga".

### كلاركبري، هيلدتاون وفورت هير (1936-1940)

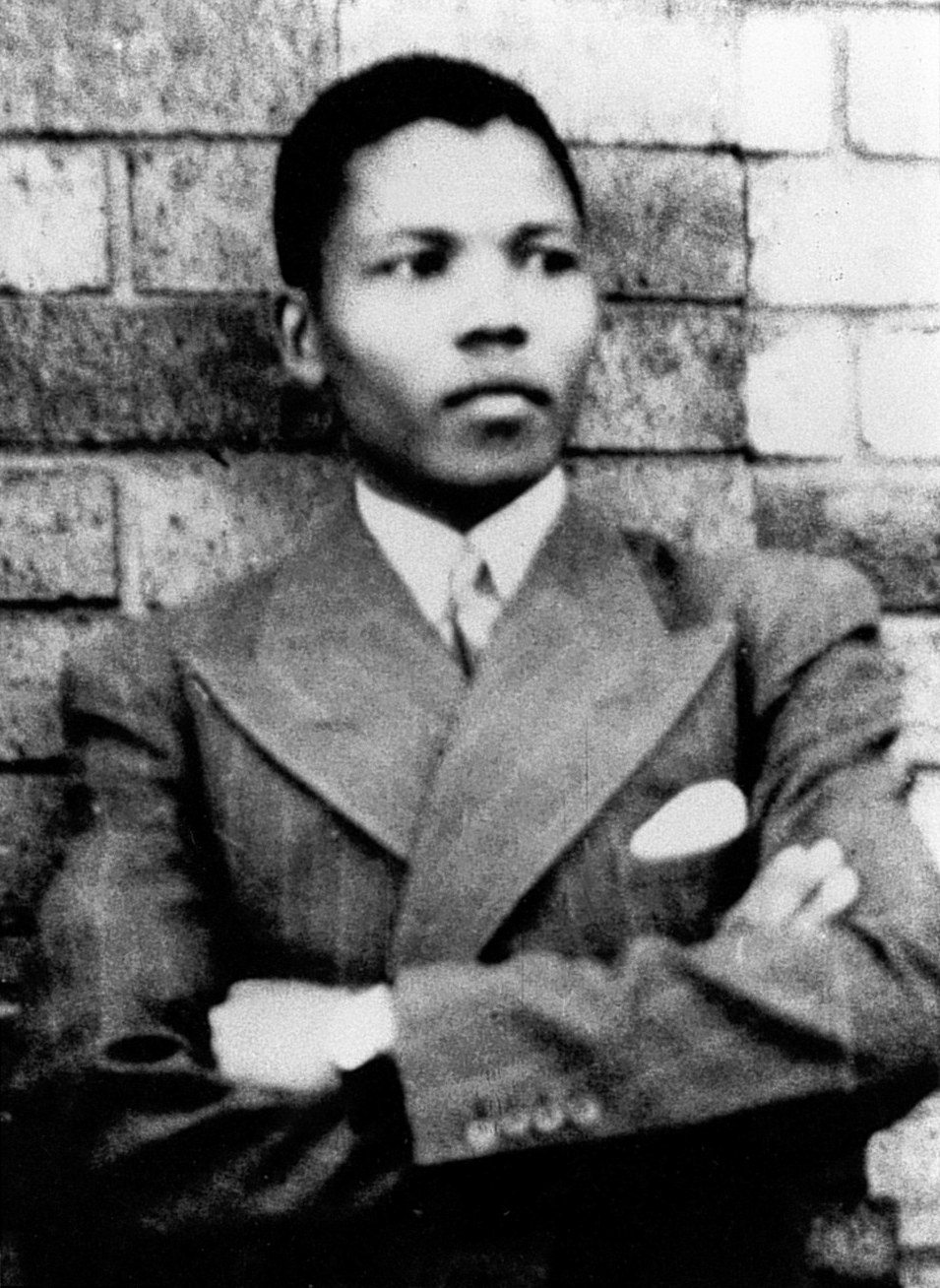
مانديلا، سنة 1937

ورغبة منه في اكتساب المهارات اللازمة ليصبح المُستشار الخاص لبيت تيمبو الملكي، بدأ مانديلا دراسته الثانوية في معهد كلاركبري (بالإنجليزية: Clarkebury Boarding Institute) في Engcobo، وهي مُؤسسة على النمط الغربي وأكبر مدرسة للأفارقة السود في تيمبولاند. وشجع الاختلاط القائم بين الطلبة على قدم المساواة، نيلسون في تغيير طبيعته «المنغلقة»، حيث بنى صداقة مُميّزة مع فتاة لأول مرة، وبدأ في ممارسة الرياضة وطوّر حبه للحدائق  استكمال الشهادة في عامين،  وفي عام 1937 انتقل إلى هيلدتاون (بالإنجليزية: Healdtown)، إلى كلية ميثودية في فورت بوفورت مرّ بها معظم الحاشية المالكة بتيمبو، وكذا جستيس. مدير المدرسة أكد على تفوق الثقافة الإنجليزية، والحكومة، ولكن اهتمام مانديلا تزايد بالثقافة الأفريقية الأم واتخذ أول صديق من خارج كوسا، يتحدث لغة السوتو، وتأثر بأحد أفضل مُعلميه، رجل من كوسا كسر أحد محرماتها بزواجه بامرأة من السوتو. كان مانديلا يقضي بعض من وقت فراغه في الملاكمة والركض لمسافات طويلة، في السنة الثانية صار مانديلا محافظاً.
بدعم من يونجينتابا، بدأ مانديلا التّحضير لليسانس الفنون (بالإنجليزية: Bachelor of Arts) وهي درجة في جامعة فورت هير، جامعة النخبة السوداء بحوالي 150 طالباً في أليس، في الكاب الشرقية. هناك درس اللغة الإنجليزية والأنثروبولوجيا والسياسة والإدارة المحلية والقانون الهولندي الروماني في سنته الأولى، رغبة منه ليصبح مترجماً أو كاتبًا في وزارة الشؤون المحلية. بقي مانديلا في مهجع ويسلي هاوس، حيث صادق أوليفر تامبو وقريبه ماتانزيما. واصل اهتمامه بالرياضة، أخذ مانديلا دروسا في الرقص،  كما تميز في تمثيل مسرحية درامية عن أبراهام لينكون. أصبح عضوا في جمعية الطلبة المسيحيين، وقدٌم فصولا في الكتاب المقدس للمجتمع المحلي،  وصار مناصراً صريحاً لجهود الحرب البريطانية عندما اندلعت الحرب العالمية الثانية. كان لديه أصدقاء متصلين بالمؤتمر الوطني الأفريقي (ANC) والحركة المناهضة للإمبريالية، ولكن مانديلا تجنب التورط فيها. تلقى مساعدة من لجنة إسكان طلبة السنة الأولى والتي هيمنت على سنواته التالية، فبنهاية السنة الأولى  انخرط في مُقاطعة مجلس الطلاب (بالإنجليزية: Students' Representative Council : SRC) للطعام بسبب نوعيته، والذي كلفه توقيفاً مُؤقتاً من الجامعة، فغادرها من دون شهادة.

### وصوله إلى جوهانسبورغ (1941-1943)
عند عودته إلى مكيكزويني في ديسمبر 1940، وجد مانديلا يونجينتابا قد رتبت زيجات له ولجستيس، فهربوا فزعين إلى جوهانسبورغ عبر كوينزتاون، التي وصلوها في أبريل 1941. حصل مانديلا على عمل كحارس ليلي في مناجم Crown Mines، حيث كانت أول تعامل مع الرأسمالية في جنوب أفريقيا، ولكنه طرد عندما اكتشف induna (المختار) أنه كان هاربا. مكث مع ابن عمه في بلدة جورج غوتش، حيث قدم مانديلا إلى الناشط في حزب المؤتمر الوطني الأفريقي «والتر سيسولو». هذا الأخير أمن له وظيفة كاتب تحت التمرين في مكتب محاماة لشركة «Witkin, Sidelsky and Edelman». كان يدير الشركة «Lazar Sidelsky»، يهودي ليبرالي متعاطف مع قضية حزب المؤتمر الوطني الأفريقي. في الشركة، صادق مانديلا «Gaur Redebe»، وهو فرد من كوسا وعضو في حزب المؤتمر الوطني الأفريقي والحزب الشيوعي، مثله مثل نات بريغمان (Nat Bregman)، شيوعي يهودي أصبح أول أصدقاء مانديلا من البيض. عند حضوره لنقاشات ولقاءات الأحزاب الشيوعية، أُعجب مانديلا بأن الأوروبيين والأفارقة والهنود والملونين متمازجين على قدم المساواة. ومع ذلك، ذكر لاحقا أنه من لم ينضم إلى الحزب بسبب الإلحاد ما يتعارض مع إيمانه المسيحي، ولأنه رأى أن الكفاح في جنوب أفريقيا يجب أن يكون ضد العنصرية وليس الطبقية. تزايد نشاطه السياسي بشكل واضح، ففي أغسطس 1943 سار مانديلا لدعم مقاطعة ناجحة للحافلات احتجاجا على ارتفاع أجرتها. واصل تعليمه العالي، وسجل مانديلا في جامعة جنوب أفريقيا بالمراسلة، والعمل على الليسانس في الليل.
براتبه الصغير، استأجر مانديلا غرفة في بيت أسرة Xhoma في بلدة الكسندرا، ورغم غرقها في الفقر والجريمة والتلوث، ظلت الكسندرا دائمًا «مكانا عزيزا» بالنسبة له. محرج من فقره، تتودد لفترة وجيزة لامرأة من سوازيلاند قبل أن يفشل في التقرب من ابنة الأسرة التي تضيفه. رغبة في توفير المال والاقتراب من وسط مدينة جوهانسبرغ، انتقل مانديلا إلى مجمع جمعية العمل الأصلية يتواترسراند، حيث يعيش بين عمال المناجم من قبائل مختلفة، وكان المركب «محطة الطريق لزيارات القادة»، وقال أنه التقى مرة بريجنت ملكة باسوتولاند. في أواخر عام 1941، زارت Jongintaba مانديلا وسامحته على فراره. وعند عودتها إلى تيمبولاند، توفيت في شتاء 1942. عاد مانديلا وجستيس لحضور الجنازة، حيث وصلا في وقت متأخر من اليوم بعد اجتيازه لامتحانات الليسانس في أوائل عام 1943، عاد مانديلا إلى جوهانسبرغ لمتابعة مساره السياسي كمحام بدلاً من كاتب تحت التمرين في مكتب بتيمبولاند. وذكر لاحقا أنه لم يعش حالة من التجلي، ولكن «وجدت نفسي ببساطة أقوم بذلك، ولا أقدر على فعل غيره».

## النشاط الثوري

### دراسة القانون ورابطة شبيبة المؤتمر (1943-1949)
عند بدئه لدراسات القانون في جامعة ويتواترسراند، كان مانديلا الأفريقي الأصل الوحيد في الكلية، فواجه العنصرية، وصادق الليبراليين والشيوعيين والأوروبيين واليهود والطلاب الهنود، وكان من بينهم جو سلوفو وهاري شفارتز وروث فيرست. عند انضمامه لحزب المؤتمر الوطني الأفريقي، تزايد تأثر مانديلا بسيسولو، وأمضى الكثير من الوقت مع ناشطين آخرين في بيت سيسولو في أورلاندو، من بينهم صديقه القديم أوليفر تامبو. في عام 1943، التقى مانديلا بالقومي الأفريقي أنطون لمبدي (Anton Lembede)، وهو معارض بشدة للجبهة العرقية المتحدة ضد الاستعمار والإمبريالية أو التحالف مع الشيوعيين. وعلى الرغم من صداقاته مع غير السود والشيوعيين، إلا أن مانديلا دعم آراء «لمبدي»، معتقدا بأنه يجب على الأفارقة السود أن يكون مستقلين تماما في كفاحهم من أجل تقرير المصير السياسي. ظهرت الحاجة إلى جناح شبابي لتعبئة شاملة للأفارقة في المعارضة، فكان مانديلا ضمن وفد زار رئيس حزب المؤتمر الوطني الأفريقي ألفرد بيتيني كسوما (Alfred Bitini Xuma)، حول هذا الموضوع في منزله في صوفياتاون. وفي يوم الأحد الموافق لعيد الفصح من عام 1944، تأسست رابطة الشبيبة للمؤتمر الوطني الإفريقي (African National Congress Youth League : ANCYL) بمركز البانتو الاجتماعي الرجالي في شارع إلوف (Eloff)، مع لمبدي رئيسا ومانديلا عضوا في اللجنة التنفيذية.

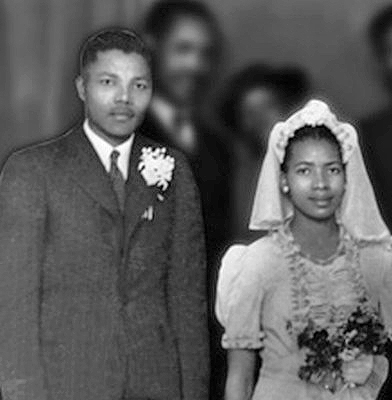
مانديلا وإيفلين في عام 1944

في منزل سيسولو، التقى مانديلا بايفلين ماس، وهي ناشطة من حزب المؤتمر الوطني الأفريقي وممرضة من Engcobo، ترانسكاي. تزوجا في 5 أكتوبر 1944 وعاشا في البداية لفترة مع أهلها، قبل أن يستأجرا وينتقلا إلى البيت رقم 8115 في أورلاندو في وقت مبكر من عام 1946. ولد طفلهما الأول، ماديبا ثيمبكايل (Madiba "Thembi" Thembekile)، في فبراير 1946، ورزقا بنت اسمها مكازيوي (Makaziwe) في عام 1947، ولكنها ماتت بعد تسعة أشهر بالتهاب السحايا. تمتع مانديلا بحياته المنزلية، ودعا والدته وشقيقته Leabie للإقامة معه. في أوائل عام 1947، كان قد أمضى ثلاث سنوات كاتبًا في شركة «Witkin, Sidelsky and Edelman»، وقرر أن يصبح طالبا بدوام كامل، والعيش على القروض من البانتو للرعاية الاستئمانية (بالإنجليزية: Bantu Welfare Trust).
في يوليو 1947، هرع مانديلا برئيسه لمبدي إلى المستشفى، حيث توفي، فخلفه على رأس ANCYL رئيس أكثر اعتدالا هو «Peter Mda»، والذي وافق على التعاون مع الشيوعيين وغير السود، وعيّن مانديلا أمينا. اختلف مانديلا مع نهج Peter Mda، وفي ديسمبر 1947 دعم إجراءا فاشلا لطرد الشيوعيين من ANCYL، معتبرا أيديولوجيتهم غير أفريقية. في عام 1947، اُنْتُخِب مانديلا لعضوية اللجنة التنفيذية لحزب المؤتمر الوطني الأفريقي بترانسفال، تحت قيادة الرئيس الإقليمي CS Ramohanoe. وعندما عمل Ramohanoe ضد رغبات اللجنة التنفيذية لترانسفال وتعاون مع الهنود والشيوعيين، كان مانديلا أحد الذين دفعه إلى الاستقالة القسرية.
في انتخابات جنوب أفريقيا لعام 1948، والتي يصوت فيها فقط البيض، هيمن على السلطة حزب Nasionale Herenigde الأفريكاني تحت رئاسة دانيال مالان فرانسوا، والذي اتحد بعد فترة قصيرة مع حزب الأفريكاني لتشكيل الحزب الوطني. هذا الحزب، ذي النزعة العنصرية العلنية، قنن ووسع بتشريعات جديدة للفصل العنصري. باكتسابه لتأثير أكثر في حزب المؤتمر الوطني الأفريقي، بدأ مانديلا وكوادره بدعوة لعمل مباشر ضد نظام الفصل العنصري : مثل المقاطعات والإضرابات، متأثرين بوسائل وتكتيكات الجالية الهندية في جنوب أفريقيا. لم يدعم Xuma هذه الأطروحة فأقيل من الرئاسة في تصويت بحجب الثقة، وعوض بـ جيمس موروكا ومكتب أكثر تشددا يتكون من سيسولو و Mda وتامبو وGodfrey Pitje، وذكر مانديلا في وقت لاحق : «قدنا الآن حزب المؤتمر الوطني الأفريقي إلى مسار أكثر راديكالية وثورية». وبسبب تخصيص الكثير من وقته للسياسة، فقد فشل مانديلا في سنته النهائية في وتواترسراند ثلاث مرات، وحرم في نهاية المطاف من نيل الشهادة في ديسمبر عام 1949.

### حملة التحدي ورئاسة فرع حزب المؤتمر في ترانسفال (1950-1954)

العلم ثلاثي الألوان للمؤتمر الوطني الأفريقي

أخذ مانديلا مكان كسوما في رئاسة الهيئة التنفيذية لحزب المؤتمر الوطني في مارس 1950. في ذلك الشهر، عقدت اتفاقية للدفاع عن حرية التعبير في جوهانسبرغ، جمعت بين نشطاء الأفارقة والهنود والشيوعيين للدعوة إلى إضراب عام ضد نظام الفصل العنصري. عارض مانديلا الإضراب لأنه لم يكن بقيادة حزب المؤتمر الوطني الأفريقي، ولكن مجموعة كبيرة من العمال السود شاركوا فيه. النتيجة كانت زيادة في القمع البوليسي وإدراج «قانون قمع الشيوعية، 1950» والذي مس أعمال كل المجموعات المحتجة. في عام 1950، انتخب مانديلا رئيسا لـ ANCYL، في المؤتمر الوطني للحزب في ديسمبر 1951، واصل التحجج ضد الجبهة المتحدة ضد العنصرية ولكنه خسر في الانتخابات. بعد ذلك، غيٌر نظرته بأكملها، وأقر بنهج الجبهة ؛ متأثرا بأصدقائه مثل موزس كوتان (Moses Kotane) وبدعم الاتحاد السوفييتي لحروب التحرير الوطنية، وبهذا يكون مانديلا قد كسر نظرته السيئة للشيوعية أيضا. صار متأثرا بنصوص كارل ماركس وفريدريك أنجلز وفلاديمير لينين وجوزيف ستالين وماو تسي تونغ، كما آمن بالمادية الجدلية. في أبريل 1952، بدأ مانديلا العمل في مكتب HM Basner للمحاماة، وكان لزيادة التزامه بالعمل والنضال أن قللت من الوقت الذي يقضيه مع عائلته.
في عام 1952، بدأ حزب المؤتمر الوطني الأفريقي استعدادا للانضمام إلى حملة تحد لنظام الفصل العنصري مع المجموعات الهندية والشيوعية، وتأسس مجلس التطوع الوطني لتجنيد المتطوعين. اتخذ قرار بمقاومة لاعنفية بتأثر بحركة المهاتما غاندي، ما اعتبره البعض بأنه خيار أخلاقي، في حين اعتبره مانديلا واقعية. وفي رالي ديربان في 22 يونيو، ألقى مانديلا خطابا أمام حشد من 10 آلاف شخص شكل انطلاقة لحملة الاحتجاجات، فألقي عليه القبض بسببها واعتقل لفترة وجيزة في سجن ساحة مارشال. بتزايد الاحتجاجات، نما عدد المنتسبين لحزب المؤتمر الوطني الأفريقي من 20,000 إلى 100,000، وردت الحكومة على الاحتجاجات بالاعتقالات الجماعية وإصدار قانون السلامة العامة في 1953 للسماح بتطبيق الأحكام العرفية. في مايو، حظرت السلطات على رئيس ANU في ترانسفال، السيد ج.ب. ماركس (J. B. Marks) الظهور العلني ؛ فلما أحس بعدم قدرته على الحفاظ على موقفه، أوصى بمانديلا خليفة له. انتخب مانديلا رئيسا إقليميا في أكتوبر، رغم معارضة مجموعة «ultra-Africanist Bafabegiya» لترشيحه.
| |  |  |
| في أوائل خمسينيات القرن العشرين، كان منديلا متأثرا بأفكار التيار اليساري المكافح للاستعمار، والذي ضم كارل ماركس (على اليمين) وجواهر نهرو (على اليسار). |  |  |

في 30 يوليو 1952، اعتقل مانديلا تحت عنوان قانون قمع الشيوعية ووقف أمام المحاكمة رفقة 21 متهما - ومن بينها موروكا، سيسولو ودادو - في جوهانسبرغ. حكم عليهم بتهمة «الشيوعية النظامية» بعقوبة «الأشغال الشاقة لتسعة أشهر» معلقة لمدة عامين. في ديسمبر، حظر على مانديلا، لمدة ستة أشهر، حضور الاجتماعات أو التحدث مع أكثر من شخص في وقت واحد، مما يجعل رئاسته لـ ANU في ترانسفال غير عملية. وتلاشت حملة الاحتجاجات. في سبتمبر 1953، قرأ أندرو كونين خطابا لمانديلا بعنوان «لا طريق سهل إلى الحرية (بالإنجليزية: No Easy Walk to Freedom)» في تجمع للمؤتمر الوطني الأفريقي بترانسفال. اقتبس العنوان من زعيم الاستقلال الهندي جواهر لال نهرو، والذي أثر في فكر مانديلا. قاد الخطاب لخطة طوارئ في حال حظر المؤتمر الوطني الأفريقي. خطة «مانديلا» هذه، أو M-Plan، تضمنت تقسيم المنظمة إلى خلايا بقيادة أكثر مركزية.
حصل مانديلا على عمل كمحام في شركة «Terblanche and Briggish»، قبل أن ينتقل إلى «هلمان وميشال» ذات النهج الليبرالي، كما اجتاز الامتحانات المؤهلة ليصبح مدعيا عاما. في شهر أغسطس من عام 1953، افتتح مانديلا وأوليفر تامبو شركتهم الخاصة للمحاماة «مانديلا وتامبو»، ونشطت في وسط مدينة جوهانسبرغ. كانت الشركة الوحيدة في مجال القانون التي يديرها الأفارقة في البلاد، واشتهرت بين السود المظلومين، وغالبا ما تعاملت مع قضايا وحشية الشرطة. لم تعجب هذه الشركة السلطات، واضطرت شركة إلى الانتقال لمكان بعيد بموجب قانون مناطق المجموعات ؛ ونتيجة لذلك انخفض عدد زبائنها.
رغم أن مانديلا قد رزق بابنة الثانية، مكازيوي فوميا (Makaziwe Phumia)، في مايو 1954، إلا أن علاقته مع إيفلين صارت متوترة، واتهمته بارتكاب الزنا. مشيرة إلى علاقات مع ليليان نغويي (عضوة في حزب المؤتمر الأفريقي) وأخرى مع السكرتيرة روث مومباتي ؛ ادعاءات مستمرة ولكن غير مثبتة تتحدث عن ميلاد طفل لمنديلا من هذه العلاقات. مشمئزة من سلوك ابنها، عادت والدته Nosekeni إلى ترانسكاي، في حين انضمت إيفلين لـ «شهود يهوه» ورفضت هوس مانديلا بالسياسة.

### مؤتمر الشعب ومحاكمة الخيانة (1955-1961)
وصل مانديلا إلى تصور حول حزب المؤتمر الوطني الأفريقي يقضي بأنه «لا بديل عن مقاومة مسلحة وعنيفة» بعد أن شارك في الاحتجاج الفاشل لمنع هدم ضاحية السود في صوفياتاون جوهانسبرغ في فبراير 1955. أشار على سيسولو بطلب الأسلحة من جمهورية الصين الشعبية، ولكن الحكومة الصينية اعتقدت بأن الحركة غير مستعدة لخوض حرب عصابات ضد نظام الفصل العنصري. بمشاركة من مجلس جنوب أفريقيا الهندي، ومجلس الملونين ومؤتمر جنوب أفريقيا لنقابات العمال وكونغرس الديمقراطيين، حضر حزب المؤتمر الوطني الأفريقي لمؤتمر الشعب، داعيا جميع مواطني جنوب أفريقيا لإرسال مقترحات لمرحلة لحقبة ما بعد الفصل العنصري. واستنادا إلى الردود، وضع روستي بيرنشتاين مسودة ميثاق الحرية، لدعوة إلى إنشاء دولة ديمقراطية غير عنصرية مع تأميم الصناعات الرئيسية. وعندما اعتمد الميثاق في المؤتمر يونيو 1955 في بكليبتاون بحضور 3000 مفوض، اقتحمت الشرطة مكان الحدث، ورغم ذلك بقي جزءا مهما من أيديولوجية مانديلا.
بعد نهاية الحظر الثاني في أيلول 1955، ذهب مانديلا في يوم عطلة العمل إلى ترانسكاي لمناقشة الآثار المترتبة عن قانون سلطات بانتو 1951 مع زعماء القبائل المحلية. واغتنم الفرصة لزيارة والدته أيضا وNoengland قبل العودة إلى كيب تاون. في مارس 1956، تلقى إعلانا بحظر ثالث خص الظهور العام، حيث تم حصره على جوهانسبرغ لمدة خمس سنوات، ولكنه كان يتحداه في أحيان عدة. تحطم زواجه عندما أقدمت إيفلين على مغادرة البيت مع أبنائهم للعيش مع شقيقها. وشرعت في إجراءات الطلاق في مايو 1956، مدعية أن مانديلا كان يسيء لها جسديا، الأمر الذي نفاه مانديلا، واشتد الصراع بينهم حول حضانة الأطفال. سحبت إيفلين عريضة الانفصال في نوفمبر، ولكن مانديلا واصل إجراءات الطلاق في يناير من عام 1958، والتي انتهت بالطلاق في مارس مع عودة حضانة الأطفال لأمهم إيفلين. أثناء إجراءات الطلاق، نشأت علاقة بينه وبين الأخصائية الاجتماعية، ويني ماديكيزيلا، وتزوجا في 14 يونيو 1958 في بيزانا. وأصبحت ويني، في وقت لاحق، مشاركة في أنشطة حزب المؤتمر الوطني الأفريقي، وقضت عدة أسابيع في السجن.

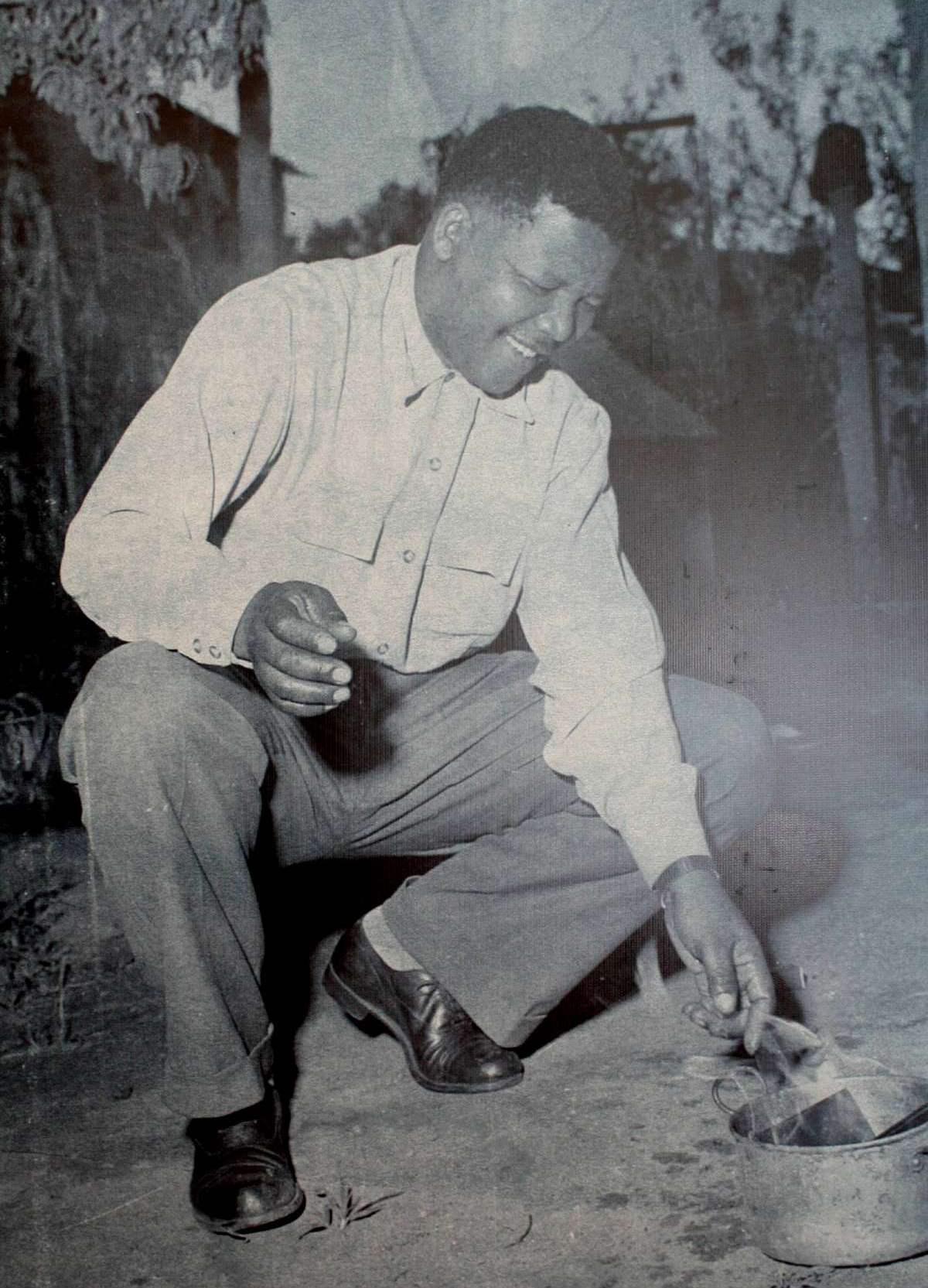
مانديلا يحرق علنا تراخيص مروره (1960).

في 5 ديسمبر 1956، اعتقل مانديلا إلى جانب معظم المجلس التنفيذي لحزب المؤتمر الوطني الأفريقي بتهمة «الخيانة العظمى» للدولة. احتجز في سجن جوهانسبرغ وسط احتجاجات واسعة، وخضع للتحقيق الابتدائي في Drill Hall في 19 ديسمبر، قبل تحديد مدة سجنه. بدأ طعن الدفاع في 9 يناير 1957، وأشرف عليه محامي الدفاع فيرنون بيرنجيه، واستمرت القضية حتى توقفت في سبتمبر. في يناير 1958، عُيِّن القاضي أوزوالد بيرو لترأس القضية، وفي فبراير استبعد القاضي أن يكون هناك «سبب كاف» لدفاع المتهمين يسمح باللجوء إلى المحكمة العليا بترانسفال. بدأت المحاكمة بالخيانة رسميا في بريتوريا في أغسطس 1958، بعد أن لبي طلب المتهمين بتعويض القضاة الثلاثة، المرتبطين كلهم بالحزب الوطني الحاكم. في أغسطس، أسقطت تهمة واحدة، وفي أكتوبر سحبت النيابة لائحة الاتهام، لتقدمها بصيغة معدلة في نوفمبر متهمة جميع قادة حزب المؤتمر الوطني الأفريقي بالخيانة العظمى بحجة دعوتهم لثورة عنيفة، الأمر الذي أنكره المتهمون.
في أبريل 1959، قامت مجموعة من الأفارقة، غير الراضين عن نهج الجبهة المتحدة لحزب المؤتمر الوطني الأفريقي، بتأسيس «مؤتمر كل الأفارقة» (بالإنجليزية: Pan-African Congress : PAC). وانتخب صديق مانديلا Robert Sobukwe رئيسا، في حين كان مانديلا يعتقد أن المجموعة «غير ناضجة»  خاض الطرفان حملة ضد تراخيص المرور في مايو 1960، أحرق الأفارقة خلالها تراخيص مرورهم التي كانوا مضطرين لحملها قانونا. وشهدت إحدى المظاهرات التي نظمها PAC إطلاق الشرطة للنار، ما أسفر عن مقتل 69 متظاهرا في مذبحة شاربفيل. تضامنا، أحرق مانديلا علنا تراخيص مروره، كما اندلعت أعمال شغب في جميع أنحاء جنوب أفريقيا، مما أدى بالحكومة لإعلان الأحكام العرفية. في ظل التدابير الطارئة، اعتقل مانديلا وغيره من الناشطين في 30 مارس، وسجنوا بدون توجيه اتهام في ظروف غير صحية بسجن بريتوريا المحلي، في حين أن حزب المؤتمر الوطني الأفريقي و PAC حظرا في أبريل. وهذا شكل صعوبة للمحامين في الوصول إليهم، واِتُّفِقَ على أن فريق الدفاع في محاكمة الخيانة سينسحب احتجاجا. فمثل المعتقلون أنفسهم أمام المحكمة، وما لبثوا أن أفرج عنهم من السجن عند رفع حالة الطوارئ في أواخر أغسطس. استخدم مانديلا وقت فراغه في تنظيم «الكل في المؤتمر الأفريقي» بالقرب من بيترماريتزبرج، ناتال، في مارس، حضره 1400 مفوضا من جميع الجماعات المناهضة للفصل العنصري، واتفقوا على «البقاء في بيوتهم» كعلامة احتجاج في يوم 31 مايو، وهو اليوم الذي أصبحت فيه جنوب أفريقيا جمهورية. في 29 مارس 1961، وبعد محاكمة دامت ست سنوات، نطق القضاة بحكم البراءة، ما شكّل إحراجا للحكومة.

### اومكونتو وي سيزوي والجولة الأفريقية (1961-1962)

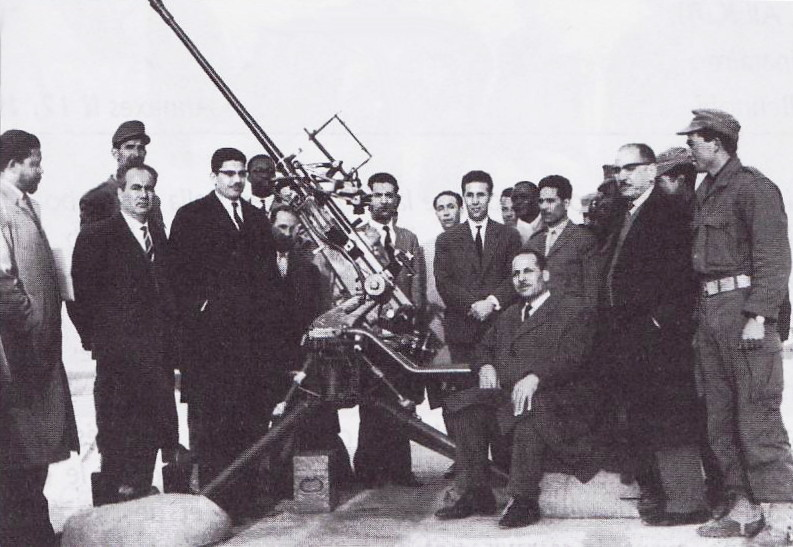
مانديلا على يسار الصورة أثناء لقائه مع قادة جزائريين على الحدود الجزائرية المغربية في مارس 1962. في وسط الصورة كل من بن بلة وبوضياف وآيت أحمد.

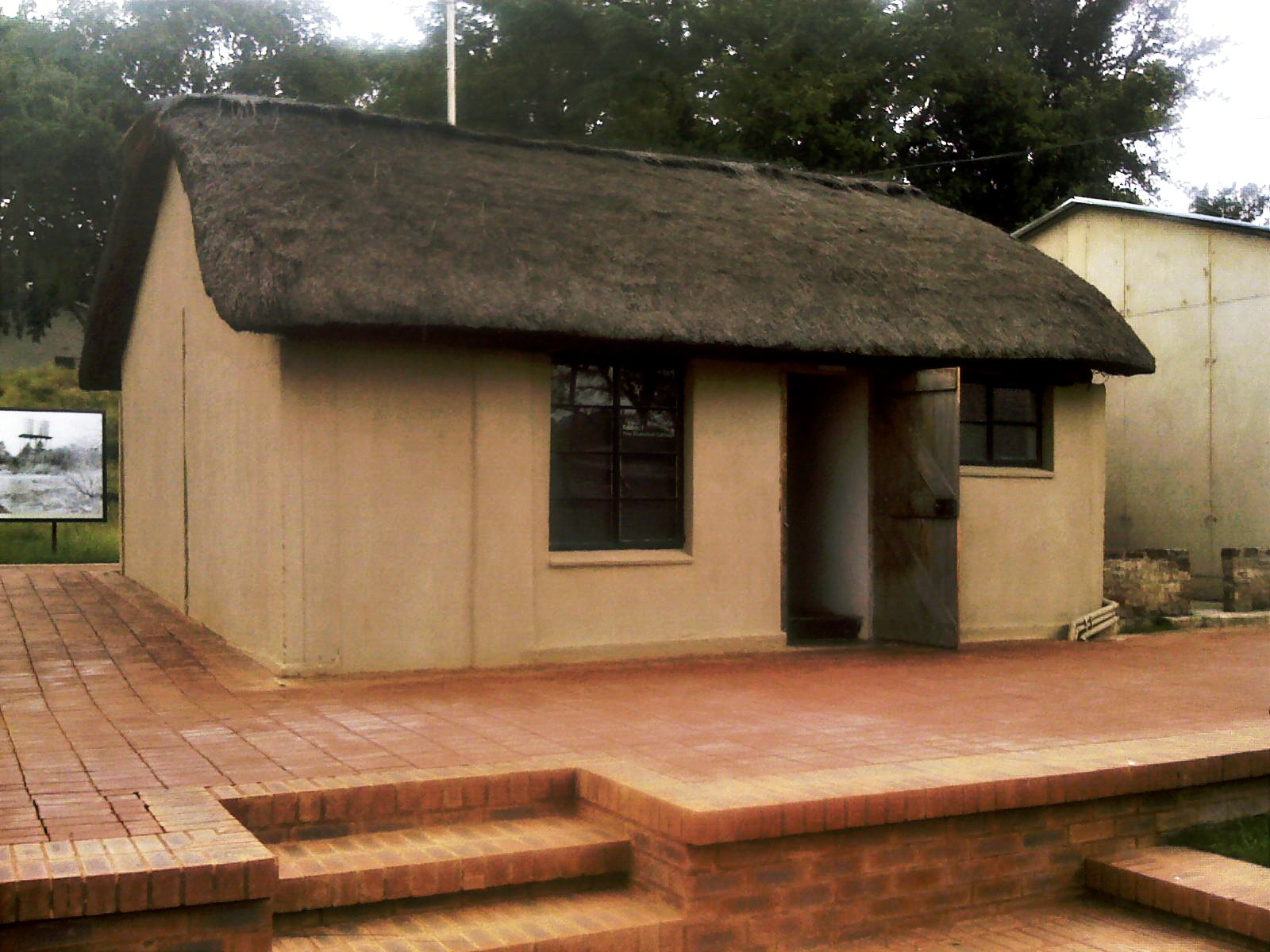
غرفة القش في مزرعة يليسليف، حيث اختبأ مانديلا

سافر مانديلا في البلاد متخفيا ومتنكرا كسائق، لتنظيم وهيكلة خلية جديدة لحزب المؤتمر الوطني الأفريقي والإعداد لإضراب «البقاء في البيت» الشامل طوال يوم 29 مايو. والمشار إليها بـ"Black Pimpernel" في الصحافة - في إشارة إلى رواية Emma Orczy عام 1905 The Scarlet Pimpernel - في حين أصدرت الشرطة مذكرة لاعتقاله  عُقدت لقاءات سرية لمانديلا مع الصحفيين، وبعد فشل الحكومة في تفادي الإضراب، حذرهم من أن العديد من النشطاء المناهضين للفصل العنصري سيلجؤون قريبا للعنف من خلال جماعات مثل Poqo التابعة لـ PAC. كان يعتقد أنه على حزب المؤتمر تشكيل جماعة مسلحة لتتحكم في توجيه بعض هذا العنف، مقنعا كلا من زعيم حزب المؤتمر الوطني الأفريقي ألبرت وثولي - الذي كان أخلاقيا معارضا للعنف - ومجموعات من الحلفاء الناشطين لضرورته 
مستوحاة من حركة 26 يوليو التي قادها فيدل كاسترو وأشعلت الثورة الكوبية، شارك مانديلا في تأسيس «اومكونتو وي سيزوي» («رمح الأمة»، يختصر MK) مع سيسولو والشيوعي جو سلوفو في عام 1961. وأصبح مانديلا رئيسا لجماعة مسلحة، وأفاده ما كتبه كل من ماو تسي تونغ وتشي غيفارا عن «حرب العصابات». رسميا، المجموعة منفصلة عن حزب المؤتمر الوطني الأفريقي، لكنها أصبحت في السنوات اللاحقة جناحه العسكري. كان أغلب أعضاء MK الأوائل من الشيوعيين البيض. وبعد اختبائه في شقة الشيوعي Wolfie Kodesh في بيريا، انتقل مانديلا إلى مزرعة مملوكة لشيوعي بيليسليف في ريفونيا، وانضم إليه هناك Raymond Mhlaba، سلوفو وبيرنشتاين الذين وضعوا دستور MK  تعتمد هيكلية المنظمة على الخلايا، وتؤيد أعمال التخريب لممارسة أقصى قدر من الضغط على الحكومة بأقل عدد من الضحايا، كقصف المنشآت العسكرية ومحطات الطاقة وخطوط النقل والهاتف، ليلا وعند غياب المدنيين. وأشار مانديلا إلى أن أطروحة التكتيكات قد تفشل، وقد يلجأ MK إلى «حرب العصابات والإرهاب». بعد منح زعيم حزب المؤتمر الوطني الأفريقي لوثولي جائزة نوبل للسلام، أعلنت منظمة MK عن وجودها على الملأ بـ 57 تفجيرا في «يوم دينغن» (16 ديسمبر) عام 1961، وتلتها المزيد من الهجمات في ليلة رأس السنة الميلادية الجديدة.
وافق حزب المؤتمر الوطني الأفريقي على إرسال مانديلا، في فبراير 1962، مندوبا إلى اجتماع «حركة الحرية الأفريقية في شرق ووسط وجنوب أفريقيا» (Pan-African Freedom Movement for East, Central and Southern Africa : PAFMECSA) في أديس أبابا، إثيوبيا. بالطبع سافر متخفيا، والتقى مانديلا بالإمبراطور هيلا سيلاسي الأول، وألقى كلمته بعد كلمة سيلاسي في المؤتمر.
بعد المؤتمر، سافر إلى القاهرة حيث أعجب بالإصلاحات السياسية للرئيس جمال عبد الناصر، ثم ذهب إلى مدينة تونس، حيث التقى بالرئيس الحبيب بورقيبة وتسلم منه 5,000 جنيه استرليني للأسلحة. انتقل بعدها إلى المغرب ومالي وغينيا وسيراليون وليبيريا والسنغال، وتلقى أموالا من الرئيس الليبيري وليام توبمان والرئيس الغيني أحمد سيكو توري. سافر بعدها إلى لندن (إنجلترا)، حيث التقى بنشطاء مناهضين للفصل العنصري، وصحفيين وسياسيين يساريين بارزين. عاد إلى إثيوبيا، وبدأ دورة تدريبية لمدة ستة أشهر حول حرب العصابات، ولكنه استدعي بعد شهرين فقط إلى جنوب أفريقيا.

## السجن

### الاعتقال ومحاكمة ريفونيا (1962-1964)
في 5 أغسطس 1962، اعتقلت الشرطة مانديلا مع سيسيل ويليامز بالقرب من هويك. وسجن في سجن مارشال سكوار بجوهانسبرغ، وجهت له تهم التحريض على الإضرابات العمالية ومغادرة البلاد بدون إذن. مثل مانديلا نفسه بنفسه واتخذ سلوفو كمستشار قانوني، وسعى لاستخدام المحاكمة كعرض «لنضال حزب المؤتمر الوطني الأفريقي الأخلاقي ضد العنصرية»، في حين تظاهر أنصاره خارج المحكمة. نقل مانديلا إلى بريتوريا، حيث يمكن لويني زيارته، وفي زنزانته بدأ في دراسة بالمراسلات للتحضير لليسانس الحقوق (بكالوريوس في القانون) من جامعة لندن. بدأت جلسة الاستماع في 15 أكتوبر، وقد أحدث فيها مانديلا إضرابات بسبب ارتداءه للـ «كروس التقليدي» ورفضه استدعاء أي شهود، وتحويل مرافعته إلى خطاب سياسي. اعتبرت المحكمة مانديلا مذنبا، وحكمت عليه بالسجن لخمس سنوات، وعند مغادرته لقاعة المحكمة، أنشد أنصاره أغنية «Nkosi Sikelel iAfrika».
في 11 يوليو 1963، داهمت الشرطة مزرعة يليسليف واعتقلت من وجدتهم هناك، واكتشفت أوراقا توثق أنشطة MK، والتي ذكرت بعضها مانديلا. بدأت لاحقا «محاكمة ريفونيا» في المحكمة العليا في بريتوريا في 9 أكتوبر، واتهم مانديلا ورفاقه بأربع تهم بالتخريب والتآمر للإطاحة بالحكومة باستعمال العنف. كان بيرسي يوتار هو كبير ممثلي الادعاء، والذي طالب بتوقيع عقوبة الإعدام بالمتهمين. أسقط القاضي Quartus de Wet سريعا ملف الاتهامات لعدم كفاية الأدلة، لكن يوتار إعادة صياغة التهم، وقدم القضية مجددا ما بين ديسمبر وفبراير 1964، داعيا 173 شاهدا ومقدما الآلاف من الوثائق والصور إلى المحاكمة.
باستثناء جيمس كانتور الذي برئ من جميع التهم، اعترف مانديلا والمتهمون الآخرون بتهمة التخريب ولكنهم نفوا أي موافقة على إشعال حرب عصابات ضد الحكومة. واستخدموا المحاكمة لتسليط الضوء على قضيتهم السياسية، إحدى خطب مانديلا - المستوحاة من خطاب كاسترو «التاريخ سيغفر لي» - تناقلتها على نطاق واسع التقارير الصحافية على الرغم من الرقابة الرسمية. جلبت المحاكمة الاهتمام الدولي، مع دعوات دولية لإطلاق سراح المتهمين صدرت من مؤسسات مثل الأمم المتحدة ومجلس السلم العالمي. صوتت جامعة اتحاد لندن على مانديلا رئيسا لها، ونظمت وقفات احتجاجية ليلية أمام كاتدرائية سانت بول في لندن.
ومع ذلك، تجاهلت حكومة جنوب أفريقيا جميع طلبات الرأفة، معتبرة بأن المتهمين هم محرضين شيوعين عنيفين. وفي 12 يونيو 1964، اعتبر القاضي دي ويت كل من مانديلا واثنين من المتهمين مذنبين في التهم الأربع، وحكم عليهم بالسجن مدى الحياة بدلا من الإعدام.

### جزيرة روبن (1962-1982)

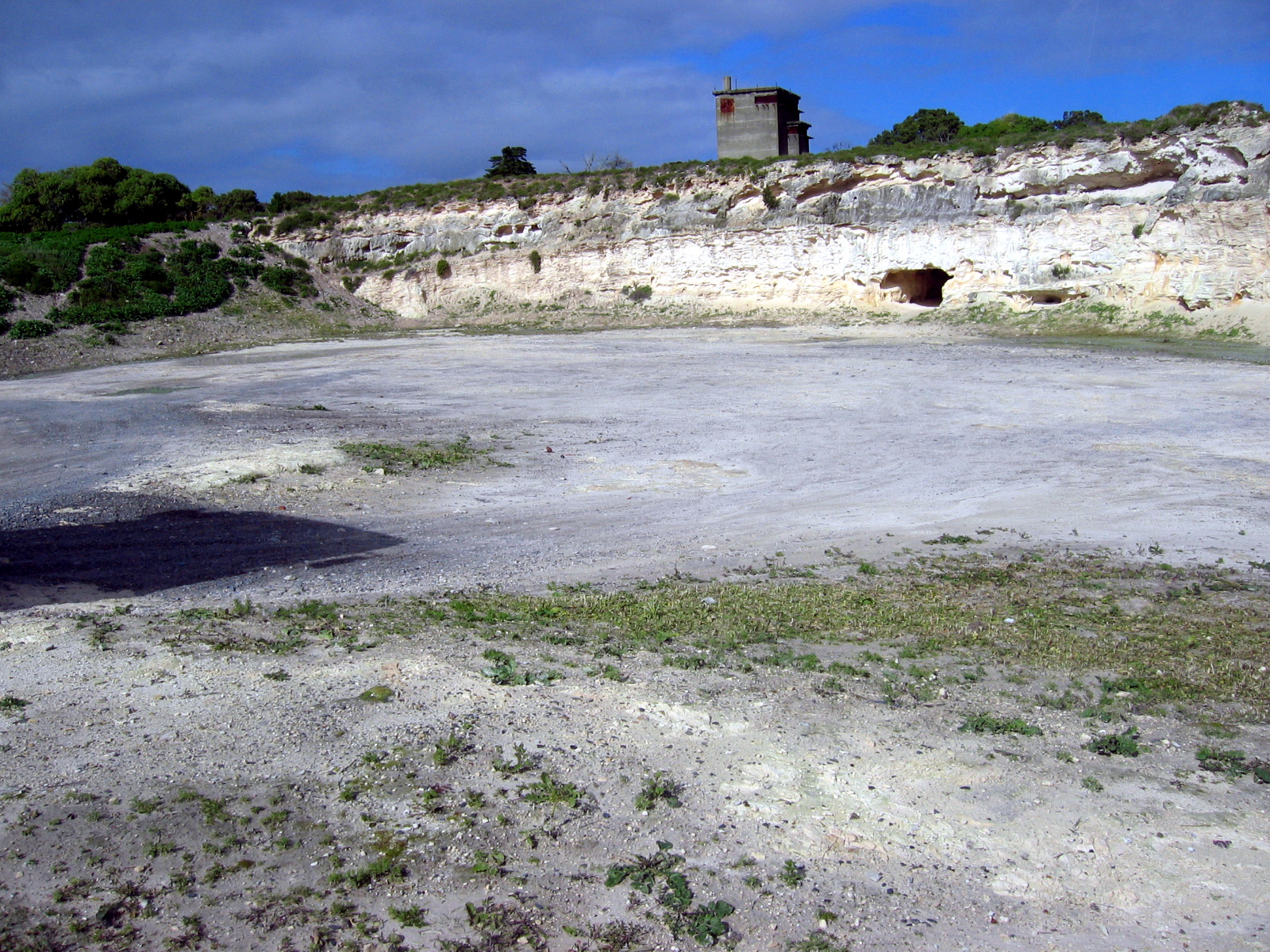
محجر الجير في جزيرة روبن

نقل مانديلا وزملائه المتهمون من بريتوريا إلى سجن في جزيرة روبن آيلاند، حيث بقوا هناك لمدة 18 سنة. معزولا عن السجناء غير سياسيين في القسم B، سجن مانديلا في زنزانة رطبة بمقاس 8 أقدام في 7 أقدام، بها حصيرة من القش للنوم عليها. لم يسلم من المضايقات الجسدية واللفظية من العديد من حراس السجن البيض، وكان سجناء محاكمة ريفونيا يقضون يومهم في كسر الصخور في المحاجر، حتى نقل في يناير 1965 إلى العمل في محجر الجير. في البداية، منع على مانديلا على ارتداء النظارات، ما تسبب في أضرار دائمة في بصره بسبب الجير. في الليل، كان يحضر لشهادة ليسانس الحقوق، ومنعت عنه الصحف، وكان حبس انفراديا في عدة مناسبات لحيازته قصاصات أخبار مهربة. بعد تصنيفه كسجين بأدنى درجة مراقبة (الدرجة D)، سمح له بزيارة واحدة ورسالة واحدة كل ستة أشهر، في ظل رقابة صارمة على كل بريده.
شارك السجناء السياسيون في الإضرابات عن العمل وعن الطعام - والتي اعتبرها مانديلا لاحقا بغير الفعالة إلى حد كبير - لتحسين أوضاع السجون، ونظر إليها كصورة مصغرة من النضال ضد الفصل العنصري  انتخبه سجناء حزب المؤتمر عضوا في «الجهاز العالي» جنبا إلى جنب مع سيسولو، غوفان مبيكي وريمون مهلابا، وشارك في مجموعة تمثل جميع السجناء السياسيين في جزيرة أولوندي، سمحت له بتوطيد صلاته مع PAC وأعضاء نادي «يو تشي تشان». أنشأ «جامعة جزيرة روبن»، حيث حاضر السجناء كل حسب خبرته وتخصصه، وتناقش مع رفاقه في مواضيع مثل : الشذوذ الجنسي والسياسة، أدخلتهم في محاججة شرسة مع الماركسيين مثل مبيكي وهاري جوالا  رغم مسيحيته وحضوره لقداس الأحد، إلا أن مانديلا درس الإسلام. ودرس اللغة الأفريكانية أيضًا، رغبة منه في بناء احترام متبادل مع السجانين وكسبهم في صالح قضيته. زار مسؤولون رسميون مانديلا، وكان أهمهم ممثلة الجناح البرلماني الليبرالي هيلين سوزمان من الحزب التقدمي، والتي دافعت عن قضية مانديلا خارج السجن. وفي سبتمبر 1970 التقى النائب البريطاني دنيس هيلي من حزب العمال. وزاره وزير العدل لجنوب أفريقيا جيمي كروجر في ديسمبر 1974، ولكنه لم يتوافق مع مانديلا. زارته والدته في عام 1968، قبل وفاتها بفترة وجيزة، وابنه البكر ثيمبي الذي توفي في حادث سيارة في العام التالي. ومنع مانديلا من حضور جنازتهما لم تكن زوجته قادرة على زيارته إلا نادرا، لتكرار سجنها بسبب نشاطها السياسي، في حين زارته بناته للمرة الأولى في ديسمبر 1975، خرجت ويني من السجن في عام 1977 ولكنها خضعت لإقامة جبرية في براندفورت، فلم تقدر على زيارته.
|                                         |  |  |
| زنزانة مانديلا وساحة في سجن جزيرة روبين |  |  |

بداية من سنة 1967، بدأت تتحسن ظروف السجن، فأعطي السجناء السود سراويل بدلا عن تبابين، وسمح بالألعاب، وتحسنت جودة الأغذية. في عام 1969، دبر بروس غوردون خطة لفرار مانديلا، قبل أن يتم التخلي عنها نتيجة لاختراق عميل من مكتب جنوب أفريقيا للأمن الدولة (South African Bureau of State Security - BOSS) كان يأمل في أن يطلق النار على مانديلا في حال هروبه. في عام 1970، أصبح القائد Piet Badenhost الضابط الأمر. وقرر مانديلا، لما شهد زيادة في الإيذاء البدني والنفسي للسجناء، المطالبة بزيارة القضاة، ما أدى إلى نقلBadenost. عوضه القائد ويلي ويليمس، وسعى هذا الأخير إلى تطوير علاقة تعاونية مع مانديلا وكان حريصا على تحسين معايير السجون. بحلول عام 1975، أصبح مانديلا ضمن الفئة (A) من السجناء،  فسمح له بعدد أكبر من الزيارات والرسائل. وتراسل مع نشطاء مناهضين للفصل العنصري مثل مانغوسوتو بوثيليزي وديزموند توتو  في ذات العام، بدأ كتابة سيرته الذاتية، والتي كانت تهرب إلى لندن، من دون نشرها، واكتشفت سلطات السجن عدة صفحات، فأوقفت الامتيازات الدراسية لمانديلا لمدة أربع سنوات. ما دفعه إلى تكريس وقت فراغه في زراعة الحدائق وقراءة ما يصل إليه، حتى استأنف دراسته للحقوق في عام 1980.
وبحلول أواخر ستينيات القرن الماضي، كانت شهرة مانديلا قد حجبتها شعبية ستيف بيكو وحركة الوعي السود (Black Consciousness Movement :BCM). هذه الحركة، التي كانت تنظر إلى حزب المؤتمر الوطني الأفريقي بأنه غير فعال، دعت إلى تحرك المناضلين، ولكن في أعقاب انتفاضة سويتو عام 1976، سجن الكثير من نشطاء BCM في جزيرة روبن. حاول مانديلا بناء علاقة مع هؤلاء الشبان المتطرفين، ولكنه كان منتقدا لعنصريتهم وازدرائهم للنشطاء البيض المناهضين للفصل العنصري. تجدد الاهتمام الدولي في بمحنته في يوليو عام 1978 عندما احتفل بعيد ميلاده الستين. وحصل على دكتوراه فخرية في ليسوتو، وجائزة جواهر لال نهرو للتفاهم الدولي في الهند في عام 1979 وجائزة الحرية لمدينة غلاسكو أسكتلندية في عام 1981. في مارس 1980، رفع الصحفي Percy Qoboza شعار «الحرية لمانديلا»، ما أثار حملة دولية دفعت مجلس الأمن الدولي إلى الدعوة لإطلاق سراحه. على الرغم من تزايد الضغوط الخارجية، رفضت الحكومة الرضوخ مستندة على قوة تحالفاتها الخارجية، في ظل الحرب الباردة، بالرئيس الأمريكي رونالد ريغان ورئيسة الوزراء البريطانية مارغريت ثاتشر، وكانت تاتشر تنظر لمانديلا على أنه شيوعي وإرهابي وأيدت إزالة حزب المؤتمر الوطني الأفريقي.

### سجن بولسمور (1982-1988)
في أبريل 1982، نُقِّل مانديلا إلى سجن بولسمور (Pollsmoor) في توكاي، كيب تاون مع كبار قادة حزب المؤتمر الوطني الأفريقي كـ والتر سيسولو وأندرو ملانجني وأحمد كاثرادا وريمون مهلابا ؛ وأعربوا عن اعتقادهم بأن الهدف من عزلهم هو القضاء على تأثيرهم في النشطاء الأصغر سنا. كانت الأوضاع في بولسمور أفضل مما كانت عليه في جزيرة روبن، إلا أن مانديلا افتقد الصداقة وأجواء الجزيرة. وجود العلاقات الجيدة مع الضابط الأمر ببولسمور، العميد مونرو، سمح لمانديلا بإنشاء حديقة على السطح،  والقراءة بنهم والتراسل على نطاق واسع، فسمح له الآن بـ 52 رسالة في السنة. عُيَّن رئيسا للجبهة الديمقراطية المتحدة متعددة الأعراق (multi-racial United Democratic Front - UDF)، والتي تأسست لمحاربة الإصلاحات التي أقدم عليها رئيس جنوب أفريقيا الأسبق بوتا (P.W. Botha). وكانت حكومة بوتا من الحزب الوطني قد سمحت للمواطنين الملونين والهنود بانتخاب برلماناتهم التي سيكون لها السيطرة على التعليم والصحة والإسكان، ولكن الأفارقة السود استبعدوا من هذا النظام، فرأى فيه مانديلا وكذا جبهة UDF على أنه محاولة لتقسيم الحركة المناهضة للفصل العنصري على أسس عرقية.

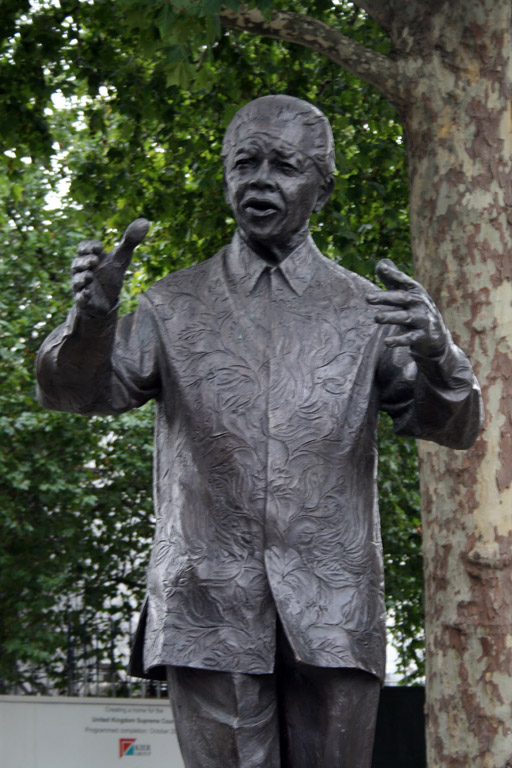
تمثال لمانديلا في ساحة البرلمان (Parliament Square)، بلندن

تصاعدت أعمال العنف في أنحاء البلاد، وازدادت المخاوف من حرب أهلية. وتحت ضغط من اللوبي الدولي، توقفت البنوك متعددة الجنسيات عن الاستثمار في جنوب أفريقيا، مما أدى إلى ركود اقتصادي. طالب العديد من البنوك وتاتشر من بوتا باطلاق سراح مانديلا - المشهور عالميا - لنزع فتيل الوضع المتفجر  رغم اعتباره لمانديلا بأنه ماركسي متشدد وخطر، إلا أن بوتا عرض عليه في فبراير 1985 الإفراج من السجن بشرط «التخلي عن العنف كسلاح سياسي دون قيد». رفض مانديلا العرض، وأصدر بيانا عبر ابنته زندزي افتتحه بقوله «ما الحرية المعروضة عليا في حين أن منظمة الشعب [ANC] لا تزال محظورة؟ فقط الأحرار يمكنهم التفاوض. سوى الرجال الأحرار. لا يمكن للسجين أن يتدخل في عقود.» 
في عام 1985، خضع مانديلا لعملية جراحية لمعالجة تضخم غدة البروستات، قبل زنزانة انفرادية في الطابق الأرضي. التقى بـ«سبعة أشخاص بارزين»، أفراد وفد دولي للتفاوض للوصول إلى تسوية، ولكن حكومة نظام بوتا رفضت التعاون، وفي يونيو أعلنت حالة الطوارئ ودفعت بالشرطة لفض الاضطرابات. عادت الحركة المناهضة للفصل العنصري للمقاومة والكفاح، فشن حزب المؤتمر الوطني الأفريقي 231 هجمة في عام 1986 و 235 هجمة في عام 1987. استعمل الجيش والفرق شبه العسكرية اليمينية لمحاربة المقاومة، ومولت الحكومة سرا حركة الزولو انكاثا القومية لمهاجمة أعضاء حزب المؤتمر الوطني الأفريقي، لتزيد وتيرة العنف. طلب مانديلا التحادث مع بوتا ولكن طلبه رفض، وبدلا من ذلك اجتمع سرا بوزير العدل Kobie Coetsee في عام 1987، تلتها 11 جلسة على مدى ثلاث سنوات. رتب Coetsee لمفاوضات بين مانديلا وفريق من أربعة رموز للحكومة ابتداءا من شهر مايو عام 1988. ووافق الفريق على إطلاق سراح السجناء السياسيين وإضفاء الشرعية على حزب المؤتمر الوطني الأفريقي بشرط نبذهم للعنف بشكل دائم وكسر الروابط مع الحزب الشيوعي وعدم الإصرار على حكم الأغلبية. رفض مانديلا الشروط، وأصر بأن حزب المؤتمر الوطني الأفريقي سينهي الكفاح المسلح عندما تتخلى الحكومة العنف.
جذبت مناسبة عيد ميلاد مانديلا 70 في يوليو 1988 الاهتمام الدولي، فنظمت هيئة الإذاعة البريطانية احتفالا موسيقيا بعيد ميلاد نيلسون مانديلا الـ 70 في استاد ويمبلي بلندن. وقدم عالميا كشخصية بطلة، واجه مشاكل عائلية عندما علم من قادة حزب المؤتمر الوطني الأفريقي بأن زوجته ويني تترأس عصابة إجرامية، كان «نادي مانديلا لكرة القدم» المسؤول عن تعذيب وقتل المعارضين - بما في ذلك الأطفال - في سويتو. وعلى الرغم من تشجيع البعض له بتطليقها، إلا انه قرر البقاء وفيا إلى غاية إدانتها من المحاكمة.

### سجن فيكتور فيرستر ثم الإفراج (1988-1990)

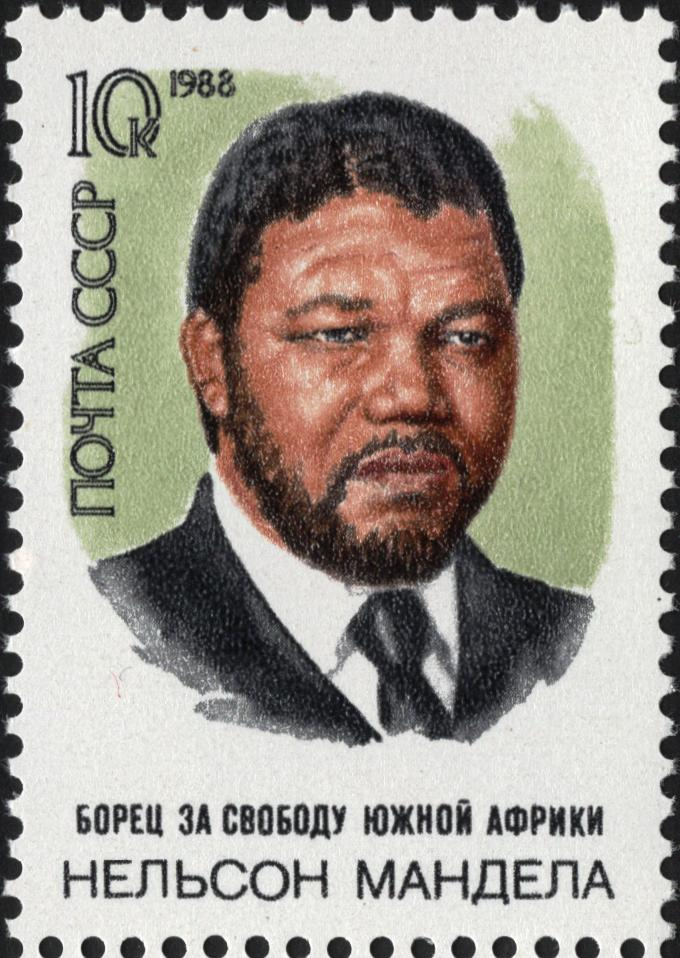
طابع تذكاري سوفياتي، عليه صورة لمانديلا 1988

تعافى من مرض السل الذي أصيب به جراء الشروط الصحية المتدهورة لزنزانته،  في ديسمبر 1988، نقل مانديلا إلى سجن فيكتور فيرستر بالقرب من بارل. هناك، وجد راحة نسبية في منزل الحراس مع طباخ شخصي، واستغل الوقت للتحضير لشهادة ليسانس الحقوق. سمح للكثير بزيارته، أجرى مانديلا من خلالها اتصالات سرية مع زعيم حزب المؤتمر الوطني الأفريقي المنفي أوليفر تامبو.
في عام 1989، عانى بوتا من جلطة دماغية، فتنحى عن زعامة الحزب الوطني لصالح المحافظ ف.و. دي كليرك، واستبقى رئاسة الدولة. في خطوة مفاجئة، دعا بوتا مانديلا إلى جلسة شاي في يوليو عام 1989، اعتبر مانديلا الدعوة برائعة. بعد ستة أسابيع انتقلت رئاسة الدولة من بوتا إلى دي كليرك. اعتقد الرئيس الجديد بأن نظام الفصل العنصري غير قابل للاستمرار، فأطلق سراح جميع سجناء حزب المؤتمر الوطني الأفريقي دون قيد أو شرط باستثناء مانديلا. بعد سقوط جدار برلين في نوفمبر 1989، دعا دي كليرك مكتبه للاجتماع ومناقشة تقنين حزب المؤتمر الوطني الأفريقي وتحرير مانديلا. كان البعض معارضين بشدة لخططه، التقى دي كليرك مع مانديلا في ديسمبر لمناقشة الوضع، اللقاء اعتبره الطرفان بالودي، قبل الإفراج عن مانديلا دون قيد أو شرط وإضفاء الشرعية على كل الأحزاب السياسية المحظورة سابقا في 2 فبراير 1990.
ترك مانديلا سجن فيكتور فيرستر في 11 فبراير، وقابل الحشود التي اجتمعت والصحافة وهو ممسك بيد زوجته ويني، وقد بث الحدث على الهواء مباشرة إلى جميع أنحاء العالم  انتقل إلى مقر بلدية كيب تاون وسط الحشود، حيث ألقى خطابا أعلن فيه عن التزامه بالسلام والمصالحة مع الأقلية البيضاء، كما أوضح أن الكفاح المسلح لحزب مؤتمر الوطني الأفريقي لم ينته بعد، وأنه سيستمر «كإجراء دفاعي بحت ضد عنف نظام الفصل العنصري». وأعرب عن أمله أن توافق الحكومة على المفاوضات، بحيث «لا تكون هناك أي ضرورة للكفاح المسلح»، وأصر على أن تركيزه الأساسي هو إحلال السلام لغالبية السود وإعطاؤهم الحق في التصويت في الانتخابات الوطنية والمحلية. في الأيام التالية، مكث في منزل ديزموند توتو، حيث التقى مانديلا بالأصدقاء والناشطين والصحافة. وألقى خطابا على 100,000 شخص في ملعب سوكر سيتي بجوهانسبرغ.

## نهاية نظام الفصل العنصري

### المفاوضات المبكرة (1990-1991)

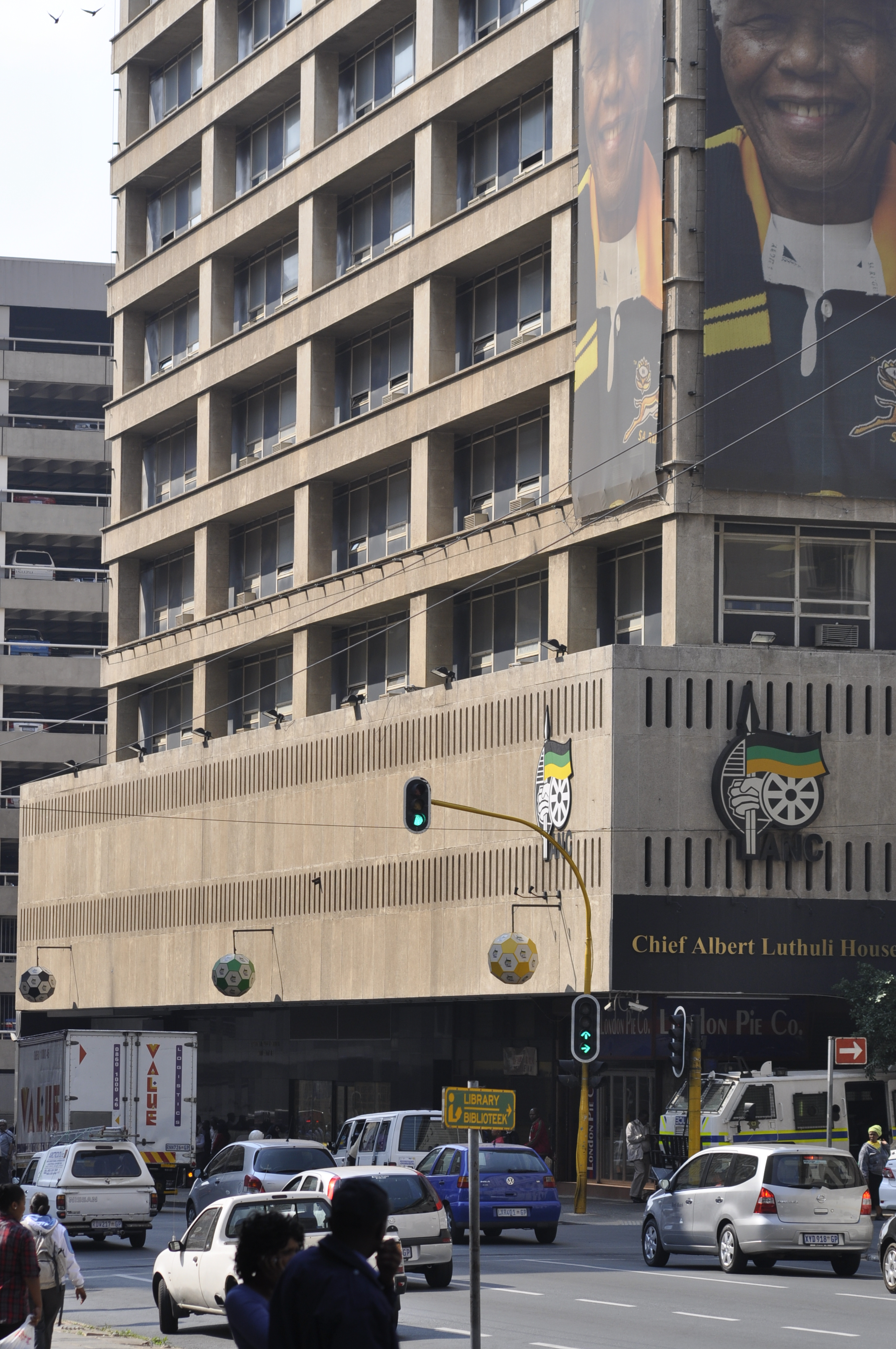
المقر الجديد لحزب المؤتمر الوطني الأفريقي في شل هاوس، وسط جوهانسبرغ في عام 1991

شرع مانديلا في جولة أفريقية، التقى خلالها مشجعين وسياسيين في زامبيا وزيمبابوي وناميبيا وليبيا والجزائر، ثم انتقل إلى السويد حيث التقى بتامبو، وفي لندن، ظهر في حفل لـ «نيلسون مانديلا : منبر دولي من أجل الحرية في جنوب أفريقيا» (بالإنجليزية: Nelson Mandela: An International Tribute for a Free South Africa) في استاد ويمبلي. شجع مانديلا الدول الأجنبية على دعم فرض عقوبات ضد حكومة الفصل العنصري. في فرنسا، استقبله الرئيس فرانسوا ميتران، وفي الفاتيكان البابا يوحنا بولس الثاني، والتقى في إنجلترا بمارغريت ثاتشر. حظي في الولايات المتحدة، باستقبال الرئيس جورج بوش الأب وألقى خطابا في مجلسي النواب والشيوخ وزار ثمان مدن أمريكية، وكان مانديلا يتمتع بشعبية خاصة بين الأميركيين من أصول أفريقية. في كوبا، التقى بالرئيس فيدل كاسترو، الذي كان قدوته لفترة طويلة، وجمعت بين الاثنين صداقة. في آسيا، قابل الرئيس ر. فينكاتارامان في الهند، والرئيس سوهارتو في إندونيسيا ورئيس الوزراء مهاتير محمد في ماليزيا، قبل زيارة أستراليا واليابان، والملاحظ أنه لم يقم بزيارة الاتحاد السوفياتي، الذي أيد حزب المؤتمر الوطني الأفريقي لفترة طويلة.
في مايو 1990، قاد مانديلا وفدا متعدد الأعراق من حزب المؤتمر الوطني الأفريقي في مفاوضات أولية مع وفد حكومي من 11 رجلا أفريكاني. أثار مانديلا إعجابهم عندما تحدث عن تاريخ الأفريكانية، توصلت المفاوضات إلى مرحلة دقيقة “شور غروت”، حيث قررت خلالها الحكومة رفع حالة الطوارئ. في أغسطس، عرض مانديلا - وهو مدرك لضرر العمل العسكري على حزب المؤتمر - وقفا لإطلاق النار. العرض جوبه بانتقادات واسعة من نشطاء MK. ما دفع بمانديلا لقضاء الكثير من الوقت في محاولة لتوحيد وبناء حزب المؤتمر الوطني الأفريقي، ولدى ظهوره في مؤتمر جوهانسبرغ في ديسمبر والذي حضره 1600 مندوبا، وجده الكثير منهم أكثر اعتدالا مما كان متوقعا. في يوليو 1991، أثناء المؤتمر الوطني للحزب في ديربان، اعترف مانديلا بأخطاء الحزب وأعلن عن هدفه في بناء «فريق مهام قوي ومؤهل» لتأمين حكم الأغلبية. في المؤتمر، انتخب مانديلا رئيسا لحزب المؤتمر الوطني الأفريقي، ليحل محل تامبو المريض، كما تم انتخاب 50 عضوا تنفيذيا من أعراق وأجناس متعددة.
صار لمانديلا مكتب في المقر الجديد لحزب المؤتمر الوطني الأفريقي في شل هاوس، وسط جوهانسبرغ، في الوقت الذي انتقل مع ويني إلى منزلها الواسع بسويتو. توترت حياته الزوجية بشكل متزايد كلما ازداد دراية بعلاقة ويني بقضية «دالي مبوفو»، ولكنه وقف إلى جانبها طيلة فترة محاكمتها بتهم الخطف والاعتداء. حصل على تمويل للدفاع عنها من «الصندوق الدولي للدفاع والمعونة في جنوب أفريقيا» ومن الزعيم الليبي معمر القذافي. ولكنها أدينت في يونيو 1991 وحكم عليها بالسجن لمدة ست سنوات، خفضت إلى اثنتين بعد الاستئناف. في 13 أبريل 1992، أعلن مانديلا على الملأ انفصاله عن ويني، في حين اضطرها حزب المؤتمر الوطني الأفريقي إلى التنحي من التنفيذي الوطني لاختلاس أموال حزب المؤتمر، وانتقلت مانديلا إلى ضاحية جوهانسبرغ ذات الغالبية البيضاء من هوتون  لحقت أضرار بسمعة مانديلا بتزايد العنف بين السود، وخاصة بين حزب المؤتمر وأنصار انكاثا في كوازولو ناتال، سقط ضحيتها آلاف الموتى. التقى مانديلا بزعيم قبيلة بوتليزي، في حين منع حزب المؤتمر المزيد من المفاوضات بشأن هذه المسألة. اعترف مانديلا بوجود «قوة ثالثة» في أجهزة استخبارات الدولة تعمل على تأجيج «ذبح الشعب» وألقى باللوم صراحة على دي كليرك - الذي بدأ يفقد الثقة به بشكل متزايد - في مجزرة. Sebokeng  في سبتمبر 1991، عُقِّد مؤتمر للسلام الوطني في جوهانسبرغ وقع خلاله كل من مانديلا وبوثيليزي ودي كليرك على اتفاق سلام، ورغم ذلك استمر العنف.

### محادثات كوديسا (1991-1992)
بدأت مباحثات كوديسا أو «اتفاقية إرساء الديمقراطية في جنوب أفريقيا (The Convention for a Democratic South Africa : CODESA)» في ديسمبر 1991 بمركز جوهانسبرغ التجارة العالمية، وحضره 228 مندوبا من 19 حزبا سياسيا. وترأس سيريل رامافوزا وفد حزب المؤتمر الوطني الأفريقي، وبقي مانديلا شخصية رئيسية، وبعد أن استخدم دي كليرك كلمته الختامية لإدانة العنف من جانب حزب المؤتمر الوطني الأفريقي، جاء دور مانديلا في الكلمة ليندد بدي كليرك كـ«رئيس لنظام الأقلية التي فقدت مصداقيتها وشرعيتها». هيمن الحزب الوطني وحزب المؤتمر الوطني على المفاوضات التي حققت بعض التقدم. CODESA 2 عقدت الجولة الثانية من المفاوضات في مايو 1992، وفيها أصر دي كليرك على أن مرحلة ما بعد نظام الفصل العنصري في جنوب أفريقيا يجب أن تستخدم نظاما اتحاديا برئاسة دورية لضمان حماية الأقليات العرقية؛ اعترض مانديلا على هذا الأمر، مطالبا بنظام موحد حكم فيه للأغلبية  في أعقاب مذبحة بوباتونج التي ذهب ضحيتها نشطاء من حزب المؤتمر الوطني الأفريقي على يد نشطاء انكاثا بمساعدة الحكومة، دعا مانديلا لإيقاف المفاوضات، قبل حضور اجتماع لمنظمة الوحدة الأفريقية في السنغال، وطلب فيه بعقد دورة استثنائية لمجلس الأمن للأمم المتحدة، واقترح نشر قوات حفظ السلام التابعة للامم المتحدة في جنوب أفريقيا لمنع «إرهاب الدولة». رد الأمم المتحدة جاء في وقت لاحق بإرسال المبعوث الخاص سايروس فانس إلى جنوب أفريقيا للمساعدة في المفاوضات. بدعوة لعمل محلي، نظم حزب المؤتمر الوطني الأفريقي أكبر إضراب في تاريخ جنوب أفريقيا في أغسطس، في حين سار الأنصار في بريتوريا.

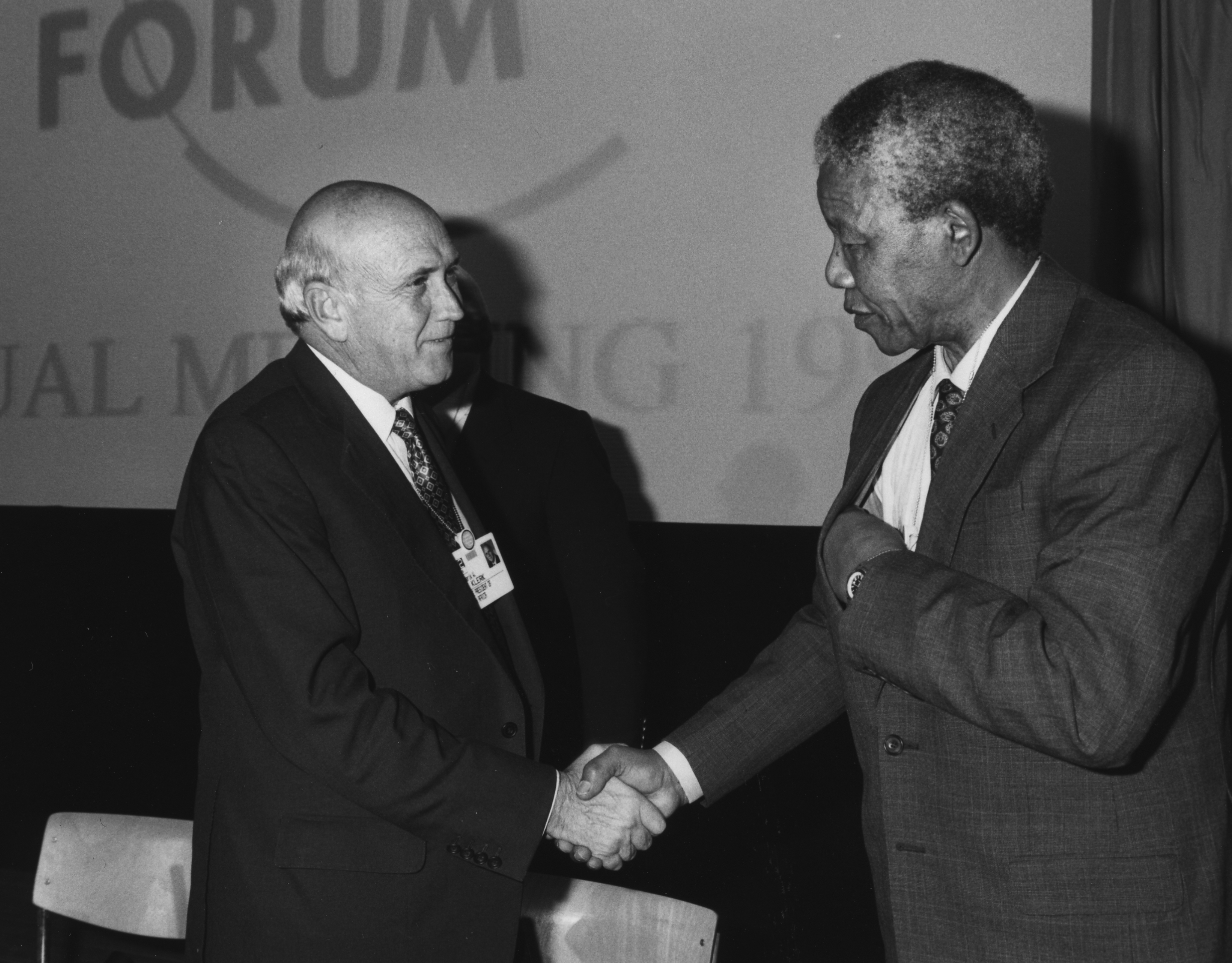
دي كليرك يصافح مانديلا في المنتدى الاقتصادي العالمي، 1992

في أعقاب مذبحة بيشو، التي قتل فيها 28 من أنصار حزب المؤتمر الوطني الأفريقي وجندي واحد رميا بالرصاص بيد قوات الدفاع سيسكي أثناء مسيرة احتجاجية، تحقق مانديلا من أن العمل الجماعي يؤدي إلى مزيد من العنف، فاستأنف المفاوضات في سبتمبر. جاءت الموافقة بشرط أن يُطلق سراح جميع السجناء السياسيين، وحظر أسلحة الزولو التقليدية وتسييج مساكن الزولو. كان الغرض من الطلبين الأخيرين منع المزيد من هجمات انكاثا، وتحت ضغوط متزايدة، وافق دي كليرك على مضض. تم الاتفاق خلال المفاوضات على إجراء انتخابات عامة متعددة الأعراق، نتج عنها حكومة ائتلافية لمدة خمس سنوات وجمعية دستورية، واستمر نفوذ الحزب الوطني. قبل حزب المؤتمر الوطني الأفريقي أيضا بالحفاظ على وظائف موظفي الخدمة المدنية البيض، جلبت مثل هذه التنازلات انتقادات داخلية شرسة  اتفق الثنائي على دستور انتقالي وضمان الفصل بين السلطات وإنشاء محكمة دستورية، بما في ذلك مشروع قانون للحقوق على طراز الولايات المتحدة، وأيضا تقسيم البلاد إلى تسع محافظات. كما تنازل كل من دي كليرك عن رغبته في الفيدرالية ومانديلا عن حكومة واحدة.
واجهت العملية الديمقراطية تهديدا من مجموعة الجنوب أفريقيين المعنين (Concerned South Africans Group : COSAG)، وهو تحالف من أحزاب أفريكانية يمينية متطرفة وجماعات عرقية انفصالية سوداء مثل انكاثا. وفي يونيو 1993، تهجمت مجموعة تفوق العرق الأبيض الأفريكانية (white supremacist Afrikaner Weerstandsbeweging : AWB) على حظيرة مركز كمبتون للتجارة العالمية. وفي أعقاب مقتل زعيم المؤتمر الوطني الأفريقي كريس هاني، نشر مانديلا خطابا للتهدئة من الأعمال الانتقامية بعد ظهوره في جنازة جماعية في سويتو لتامبو الذي مات من سكتة دماغية. في يوليو 1993، زار كل من مانديلا ودي كليرك الولايات المتحدة، والتقى كل منهما الرئيس بيل كلينتون على حدة واستلما «ميدالية الحرية». وبعد فترة قصيرة، تلقيا معا جائزة نوبل للسلام في النرويج.
متأثرا برأي الزعيم الشاب لحزب المؤتمر الوطني الأفريقي تابو إيمبيكي، بدأ مانديلا اجتماعا مع رجال أعمال كبار، وقلل من دعمه للتأميم، خوفا من أن ينفر الاستثمار الأجنبي الذي تحتاجه البلاد. لقي مانديلا انتقادات من أعضاء اشتراكيين في حزب المؤتمر الوطني الأفريقي، وشجعه أعضاء الحزب الشيوعي الصيني والفيتنامي على تبني المشاريع الخاصة في المنتدى الاقتصادي العالمي في يناير عام 1992 بسويسرا. ظهر أيضا مانديلا بمظهر المدرس يقرأ أحد خطب مالكوم إكس في المشهد الأخير من فيلم مالكولم اكس عام 1992.

### الانتخابات العامة (1994)

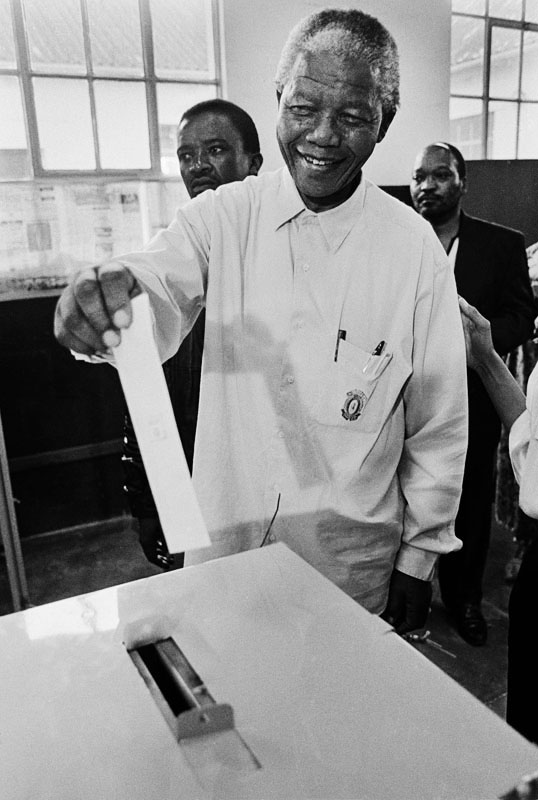
يلقي مانديلا بصوته في انتخابات عام 1994.

انتخابات 27 أبريل 1994 أعد حزب المؤتمر الوطني الأفريقي حملة انتخابية فتح خلالها 100 مكاتب ووظف لهذه المهمة المستشار ستانلي غرينبرغ. قام غرينبرغ بادارة مؤسسة منتديات الشعب في جميع الأماكن التي كان يمكن لمانديلا أن يظهر فيها ويخطب في الفقراء في أنحاء الدولة واطرافها، وقد كان لمانديلا شخصية شعبية ومقامة مهمة بين السود في جنوب أفريقيا. وكانت حملة حزب المؤتمر قد قامت حول برنامج لإعادة الإعمار والتنمية لبناء مليون منزل في ضرف خمس سنوات، وإدراج التعليم المجاني الشامل وتوسيع نطاق الحصول على المياه والكهرباء. وكان شعار الحزب «حياة أفضل للجميع»، غير انه لم يوضح كيفية تمويل هذه المشاريع. وباستثناء صحيفتي «the Weekly Mail» و«the New Nation»، عارضت الصحافة في جنوب أفريقيا انتخاب مانديلا خوفا من استمرار النزاع العرقي ودعمت الحزب الوطني الديمقراطي بالمقابل. كرس مانديلا الكثير من الوقت لجمع التبرعات لحزب المؤتمر الوطني الأفريقي وهو يطوف أمريكا الشمالية وأوروبا وآسيا ساعيا ملاقاة المتبرعين الأثرياء ومن ضمنهم أنصار نظام الفصل العنصري. وحث أيضا بخفض سن الاقتراع من 18 إلى 14 سنة، لكن حزب المؤتمر الوطني الأفريقي رفض هذا وأصبحت هذه السياسة موضع سخرية  وحين ادرك مانديلا أن COSAG كانت معنية بتقويض الانتخابات، وخاصة في أعقاب معركة Bop ومذبحة Shell House - وحوادث عنف بين AWB وانكاثا، واحدة بعد أخرى - التقى بالساسة والجنرالات الأفريكان، بما في ذلك P.W. Botha وPik Botha وفيلجون كونستان، لإقناعهم بالعمل في إطار نظام ديمقراطي، وعمل دي كليرك لاقتناع انكاثا بوثيليزي لدخول الانتخابات بدلا من شن حرب انفصالية. وبعدها ظهر دي كليرك ومانديلا كقادة للحزبين الرئيسيين، في مناظرة على التلفزيون. ورغم اعتبار دي كليرك أحسن متكلم في هذا الحدث لدى الاغلبية من المشاهدين، كان عرض مانديلا يده لمصافحته مفاجئة له، مما دفع ببعض المعلقين لاعتبار ذلك انتصارا لمانديلا. سارت مجريات الانتخابات قدما رغم بعض أحداث العنف، ومنها مثلا السيارة المفخخة التي وضعتها AWB وأودت بحياة 20 شخصا. وأدلى مانديلا بصوته في Ohlange في مدرسة ثانوية في ديربان، وعلى الرغم من أنه انتخب رئيسا، إلا أنه قبل علنا بأن الانتخابات شابتها حالات التزوير والتخريب. فاز حزب المؤتمر الوطني الأفريقي أيضا في 7 محافظات من أصل 9، وفاز الحزب الوطني بواحدة وانكاثا بالأخرى. وبنيله 62٪ من الأصوات على المستوى الوطني، اقترب حزب المؤتمر الوطني الأفريقي كثيرًا من نسبة الثلثين التي تمنحه الأغلبية اللازمة لتغيير الدستور.

## رئاسة جنوب أفريقيا (1994-1999)
تم تنصيب مانديلا في بريتوريا في 10 مايو 1994، وتابع المراسيم عبر نقل تلفزي مليار مشاهد حول العالم. وحضر هذا الحدث 4000 ضيف، من بينهم قادة العالم من خلفيات متباينة. كأول رئيس أسود لجنوب أفريقيا، أصبح مانديلا رئيسا لحكومة الوحدة الوطنية التي هيمن عليها حزب المؤتمر الوطني الأفريقي - ولم تكن له أي تجربة في الحكم - وضمت الحكومة أيضا نوابا من الحزب الوطني وانكاثا. تمشيا مع الاتفاقات السابقة، أصبح دي كليرك نائبا أولا للرئيس، في حين تم اختيار ثابو مبيكي نائبا ثانيا. وبالرغم من أن مبيكي لم يكن الاختيار الأول لهذا المنصب، إلا أن مانديلا أراده أن ينمو ليعتمد عليه كثيرًا خلال فترة رئاسته، والسماح له بتنظيم تفاصيل السياسة. انتقل مانديلا إلى مكتب الرئاسة في Tuynhuys في كيب تاون، وسمح لدي كليرك بالبقاء في مقر الرئاسة بشور غروت، وبدلا من واستبروك مانور، والذي أطلق عليه اسم "Genadendal"، ويعني «وادي الرحمة» في اللغة الأفريكانية. احتفظ بمنزله في هوتون، وكان له منزل أيضا مبني في بلدته Qunu، كان يزوره بانتظام، ويتمشى في أنحاء المنطقة ويجتمع مع السكان المحليين ويحل النزاعات القبلية.

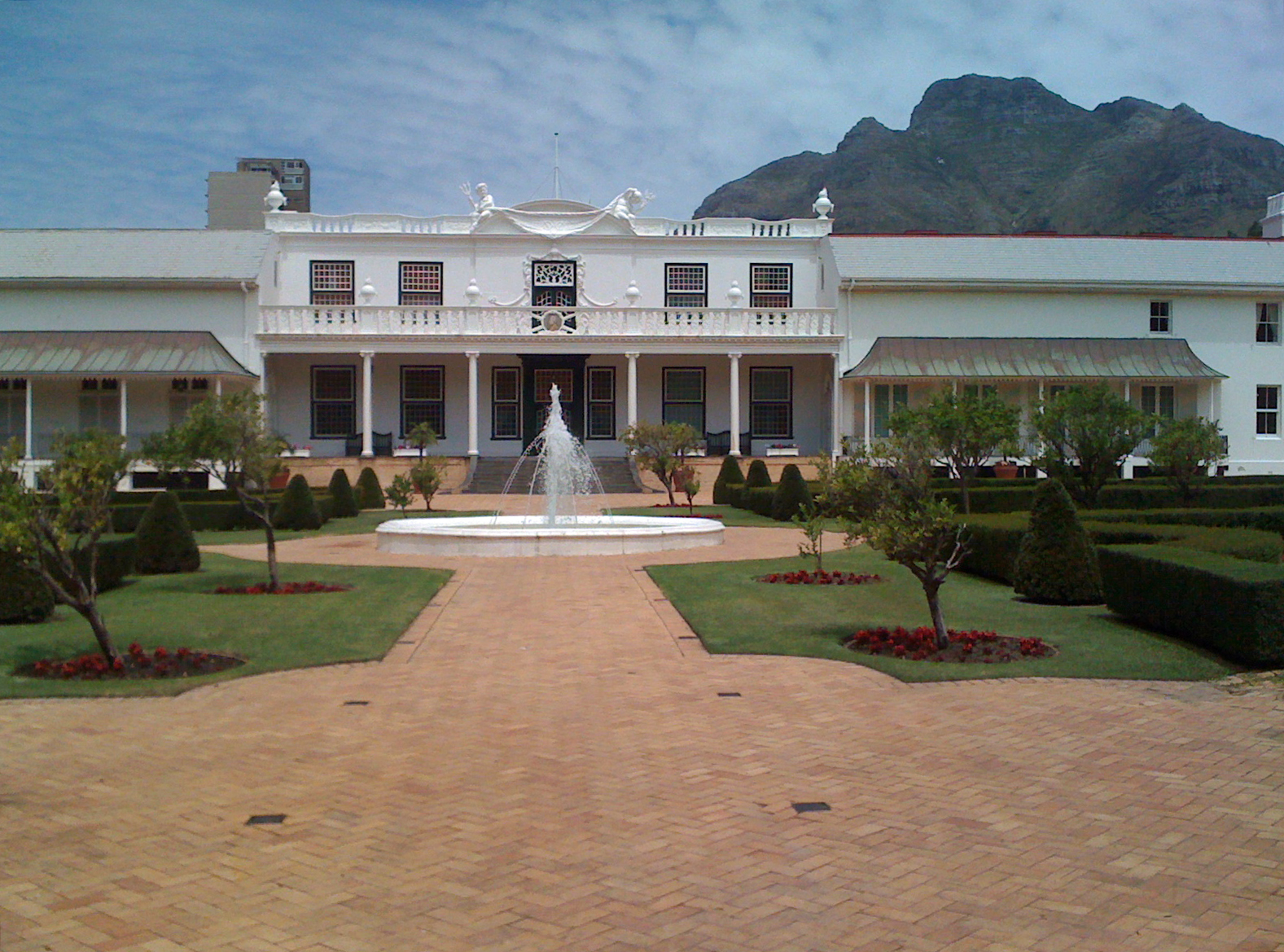
انتقل مانديلا إلى المكتب الرئاسي في Tuynhuys، كيب تاون.

في سن 76، واجه مشاكل صحية مختلفة، ورغم ذلك استمر في عرض نشاطه، كما شعر بالعزلة والوحدة. غالبا ما كان يتصل بالمشاهير : مثل مايكل جاكسون وووبي غولدبرغ وفريق سبايس جيرلز، كما صادق عدد من رجال الأعمال الأغنياء جدا، مثل هاري أوبنهايمر، وكذا ملكة بريطانيا اليزابيث الثانية التي كانت لها زيارة دولة في مارس 1995 إلى جنوب أفريقيا، ما أدى لانتقادات قوية من أعضاء من حزب المؤتمر الوطني الأفريقي مناهضين للرأسمالية. ورغم محيطه الفخم، عاش مانديلا ببساطة، وتبرع بثلث دخله السنوي المقدر بـ 552 ألف لصندوق نيلسون مانديلا للأطفال، الذي أسسه في عام 1995. كما تحدث علنا لصالح حرية الصحافة وصادق العديد من الصحفيين، وكان مانديلا ينتقد الكثير من وسائل الإعلام في البلاد، مشيرا إلى أن أغلبيتها الساحقة يملكها ويديرها البيض من الطبقة المتوسطة واعتقد بأنها تركزت كثيرًا على إثارة الذعر حول الجريمة. كان يغير ملابسه عدة مرات في اليوم، بعد تأدية مهام الرئاسة، إحدى العلامات التجارية التي كان يستخدمها مانديلا كانت قمصان باتيك، والمعروفة باسم «قمصان ماديبا»، وحتى في المناسبات الرسمية.
في ديسمبر 1994، نشرت في نهاية المطاف سيرة ذاتية لمانديلا بعنوان «المسيرة الطويلة إلى الحرية». في أواخر عام 1994، حضر المؤتمر 49 للمؤتمر الوطني الأفريقي في بلومفونتين، والذي شهد انتخاب أعضاء أكثر للتنفيذية الوطنية، من بينهم ويني مانديلا، والتي أعربت عن رغبتها في التصالح، لكن نيلسون شرع في إجراءات الطلاق في شهر أغسطس 1995. بحلول عام 1995، نشأت علاقة بينه وغراسا ماشيل، الناشطة السياسية أصغر منه بـ 27 سنة وأرملة الرئيس سامورا ماشيل. وكان قد سبق أن التقى بها لأول مرة في يوليو 1990، عندما كانت لا تزال في حداد، ونمت صداقتهما إلى شراكة، وصارت ماشيل ترافقه في العديد من زياراته الخارجية. رفضت طلب مانديلا الأول بالزواج، رغبة منها في الاحتفاظ ببعض الاستقلالية وتقسيم وقتها بين موزمبيق وجوهانسبرغ.

### المصالحة الوطنية
ترأس مانديلا الانتقال من حكم الأقلية بنظام الفصل العنصري إلى الديمقراطية متعددة الثقافات، ورأى في المصالحة الوطنية بأنها المهمة الأساسية في فترة رئاسته. وبعد أن شاهد كيف تضررت الاقتصادات الأفريقية في مرحلة ما بعد الاستعمارية برحيل النخب البيضاء، عمل مانديلا على طمأنة السكان البيض في جنوب أفريقيا بأنهم ممثلون في «أمة قوس قزح». حاول مانديلا تكوين أوسع تحالف ممكن في مكتبه، مع دي كليرك في منصب نائب أول رئيس في حين أصبح غيره من مسؤولي الحزب الوطني وزراء للزراعة والطاقة والبيئة والطاقة والمعادن، وتولى وزارة الشؤون الداخلية بوثيليزي. أما غالبية المناصب الوزارية فعادت لأعضاء من حزب المؤتمر الوطني الأفريقي، مثل جو موديسي وألفريد نزو وجو سلوفو وماك ماهاراج ودولا عمر وغيرهم من الرفاق القدمى وآخرين أيضًا، مثل تيتو مبووني وجيف راديبي، كانوا أصغر سنا. توترت علاقة مانديلا بدي كليرك، حيث اعتبر مانديلا بأن دي كليرك يتعمد الاستفزاز، في حين شعر دي كليرك بأنه يتعرض للإذلال من قبل الرئيس. في يناير 1995، انتقده مانديلا بشدة له لمنح العفو لـ 3,500 شرطي قبيل الانتخابات، وانتقده في وقت لاحق لدفاعه عن وزير الدفاع ماغنوس مالان عندما اتهم الأخير بالقتل.

علم جنوب أفريقيا المعتمد في أبريل 1994.

التقى مانديلا بشخصيات بارزة في نظام الفصل العنصري، بما في ذلك هندريك فيرورد أرملة Betsie Schoombie والمحامي بيرسي يوتار؛ مؤكدا صفحه ومصالحته الشخصي، وأعلن أن «الشعب الشجاع لا يخشى المسامحة، من أجل السلام». شجع السود في جنوب أفريقيا على تشجيع فريق الرجبي الوطني «سبرينغبوكس - Springboks» الذي كان يكرهه سابقا، عندما استضافت جنوب أفريقيا كأس العالم للرجبي عام 1995. وبعد فوز سبرينغبوكس في ملحمة النهائي على نيوزيلندا، قدم مانديلا الكأس لقائد الفريق فرانسوا بينار، وهو الأفريكاني، وهو يرتدي قميص لسبرينغبوك يحمل رقم 6. نظر للحدث على نطاق واسع بمثابة الخطوة الرئيسية في تحقيق المصالحة بين البيض والسود في جنوب أفريقيا، كما قال دي كليرك في وقت لاحق : «فاز مانديلا بقلوب الملايين من مشجعي فريق الرجبي البيض». خففت جهود مانديلا في المصالحة من مخاوف البيض، ووجهت أيضا الانتقادات للسود المتشددين. اتهمت ويني (طليقة منديلا) حزب المؤتمر الوطني الأفريقي بكونه أكثر اهتماما باسترضاء البيض من مساعدة السود.
رغم الجدل المثار، أشرف مانديلا على تشكيل «لجنة الحقيقة والمصالحة» للتحقيق في الجرائم التي ارتكبت في ظل نظام الفصل العنصري من جانب كل من الحكومة وحزب المؤتمر الوطني الأفريقي، وعين ديزموند توتو رئيسا للجنة. ومنعا لاتخاذ شهداء، منحت اللجنة عفوا فرديا لكل من يدلي بشهادته حول الجرائم التي ارتكبت في حقبة الفصل العنصري. في فبراير عام 1996، سلم ماندبلا تقريرا عن تفاصيل جلسات الاستماع التي دامت عامين حول عمليات الاغتصاب والتعذيب والتفجيرات والاغتيالات، قبل إصدار التقرير النهائي في أكتوبر 1998. ناشد كل من دي كليرك ومبيكي حذف أجزاء من التقرير، واستجيب فقط لدي كليرك. أشاد مانديلا بعمل اللجنة، مشيرا إلى أنها «ساعدتنا في الابتعاد عن الماضي والتركيز على الحاضر والمستقبل».

### البرامج المحلية

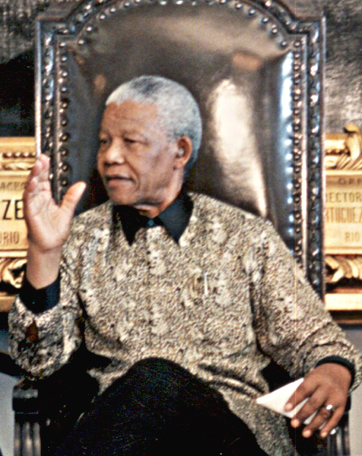
مانديلا في زيارة إلى البرازيل في عام 1998

ورثت حكومة مانديلا بلدا بتفاوت كبير في الثروة والخدمات بين مجتمعي البيض والسود. فمن 40 مليون نسمة عدد سكان البلاد، كان حوالي 23 مليون يفتقرون إلى الكهرباء أو الصرف الصحي الملائم، 12 مليون يفتقرون إلى إمدادات المياه النظيفة، و2 مليون طفل غير ملتحق بالمدارس، وثلث السكان أميون. بلغت البطالة 33٪، وأقل بقليل من نصف السكان يعيشون تحت خط الفقر. كانت الاحتياطيات المالية الحكومة على وشك النضوب، وخمس الميزانية الوطنية مخصصة لسداد الديون، مما يعني أن برنامج إعادة الإعمار والتنمية الموعود سيتم تقليصه، بدون أي تأميم أو مناصب شغل مقترحة. بدلا من ذلك، تبنت الحكومة سياسات اقتصادية ليبرالية تهدف إلى تشجيع الاستثمار الأجنبي، والتمسك بـ«إجماع واشنطن» الذي ينادي به البنك الدولي وصندوق النقد الدولي.
تحت رئاسة مانديلا، ارتفع الإنفاق على الرعاية الاجتماعية بنسبة 13٪ في الفترة 1996-1997، و 13٪ في 1997-1998، و 7٪ في 1998-1999. أدخلت الحكومة التكافؤ في المنح للمجتمعات، بما في ذلك منح الإعاقة والمنح خدمة الطفل ومعاشات الشيخوخة، التي كانت سابقا بمستويات متفاوتة تختلف باختلاف الجماعات العرقية في جنوب أفريقيا. في عام 1994، تم تقديم الرعاية الصحية المجانية للأطفال دون سن ست سنوات وللنساء الحوامل، تم تمديد التغطية لتشمل جميع الذين يستخدمون المستوى الأول من خدمات القطاع العام للرعاية الصحية في عام 1996. بحلول انتخابات 1999، أمكن لحزب المؤتمر الوطني الأفريقي أن يتباهى بسياساته، حيث تم ربط 3 ملايين شخص بخطوط الهاتف والتحق 1.5 مليون طفل بنظام التعليم، وتم تشييد أو ترقية 500 عيادة وتوصيل من مليوني شخص بشبكة الكهرباء وإيصال المياه إلى 3 ملايين شخص، وتشييد 750,000 منزل وإسكان ما يقرب من 3 ملايين شخص.
قانون إعادة الأراضي لعام 1994، مكن الناس من استرجاع ممتلكاتها المفقودة نتيجة لقانون 1913 حول أراضي الأصليين، وتم تسوية عشرات الآلاف المطالبات بالأراضي. قانون الإصلاح الزراعي الثالث لسنة 1996 حمى حقوق المستأجرين الذين يزرعون علفا للماشية. كفل هذا التشريع بأن لا يطرد المستأجرون دون أمر من المحكمة أو إذا تجاوزوا سن الخامسة والستين. نص قانون تنمية المهارات لعام 1998 على إنشاء آليات لتعزيز التمويل وتنمية المهارات في مكان العمل. وجاء قانون علاقات العمل لعام 1995 لتعزيز الديمقراطية في مكان العمل والمفاوضة الجماعية بشكل منظم والحل الفعال للنزاعات العمل. سعت الشروط الأساسية من قانون العمل لعام 1997 إلى تحسين آليات الإنفاذ وتم توسيع «أرضية» الحقوق لجميع العمال،  في حين تم تمرير قانون المساواة في العمل لسنة 1998 لوضع حد للتمييز غير العادل وضمان تنفيذ نشاط إيجابي في مكان العمل.
ولكن بقيت العديد من المشاكل الداخلية. كان النقاد مثل ادوين كاميرون يتهمون حكومة مانديلا بفعل القليل لوقف انتشار فيروس نقص المناعة المكتسبة / الإيدز في البلاد، فبحلول عام 1999 كان 10٪ من سكان مصابا بالإيدز في جنوب أفريقيا. اعترف مانديلا لاحقا بأنه شخصيا قد أهمل القضية، وترك الأمر لمبيكي لليتعامل معها. تلقى مانديلا أيضا انتقادات لفشله في مكافحة الجريمة بما فيه الكفاية، حيث بجنوب أفريقيا أحد أعلى معدلات الجريمة في العالم، وكان هذا أحد الأسباب الرئيسية التي ذكرها 750,000 أبيض هاجر في أواخر تسعينيات القرن العشرين. كانت إدارة مانديلا غارقة في فضائح الفساد، ونظر إلى مانديلا على أنه «لين» مع الفساد والجشع.

### الشؤون الخارجية

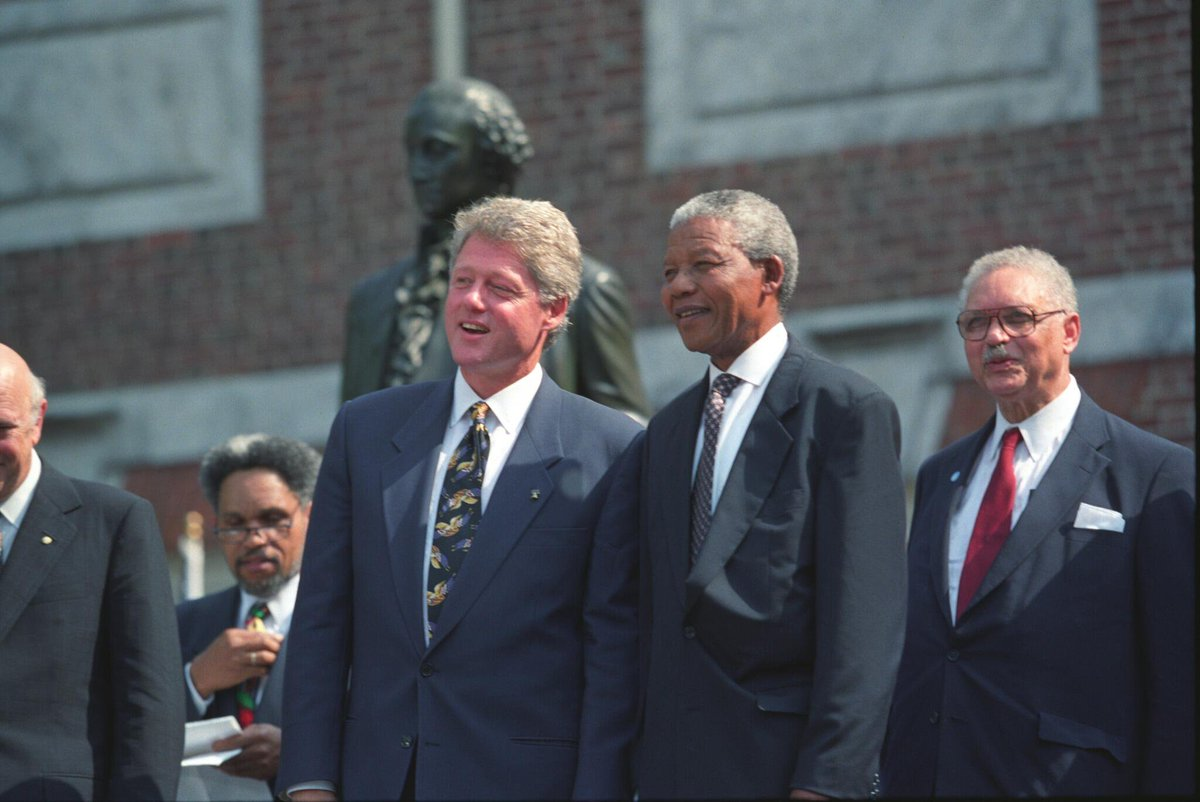
مانديلا مع الرئيس الأمريكي بيل كلينتون. رغم انتقاده له في مناسبات عدة، إلا أن مانديلا أحب كلينتون، ودعمه شخصيا خلال إجراءات عزله.

للاقتداء بجنوب أفريقيا، شجع مانديلا الأمم الأخرى على حل النزاعات عن طريق الدبلوماسية والمصالحة. وردد مطالبات مبيكي بـ«النهضة الأفريقية»، واهتم كثيرًا بقضايا القارة. انتهج الدبلوماسية الناعمة لإزالة الطغمة العسكرية بقيادة ساني اباشا في من نيجيريا وفيما بعد أصبح الشخصية البارزة في الدعوة لفرض عقوبات على نظام أباتشا لما زادت انتهاكاته حقوق الإنسان. في عام 1996، عين رئيسا للجماعة الإنمائية للجنوب الأفريقي (Southern African Development Community : SADC) وبدأ في مفاوضات غير ناجحة لإنهاء حرب الكونغو الأولى في زائير. في أول عملية عسكرية في مرحلة ما بعد الفصل العنصري في جنوب أفريقيا، أمر مانديلا القوات في ليسوتو في سبتمبر 1998 بحماية حكومة رئيس الوزراء باكبليتا موسيسيلي بعد انتخابات متنازع عليها ودفعت المعارضة لانتفاضات.
في سبتمبر 1998، عين مانديلا أمينا عامًا لحركة عدم الانحياز، التي عقدت مؤتمرا سنويًا لها في ديربان. فاستغل هذا الحدث لانتقاد «ضيق وشوفينية المصالح» الحكومة الإسرائيلية والمماطلة في المفاوضات من أجل إنهاء الصراع الإسرائيلي الفلسطيني، كما حث الهند وباكستان على التفاوض لإنهاء الصراع في كشمير، الأمر الذي جلب له انتقاد كل من إسرائيل والهند. مستلهما من الازدهار الاقتصادي في المنطقة، سعى مانديلا لتوطيد العلاقات مع الاقتصاديات الكبرى في شرق آسيا، ولا سيما مع ماليزيا، ولكنه ألغى هذا جراء الأزمة المالية الآسيوية عام 1997. أثار مانديلا الجدل بعلاقته الوثيقة مع الرئيس الأندونيسي سوهارتو، الذي كان حكمه مسؤولا عن انتهاكات جماعية لحقوق الإنسان، وكان قد حثه سرا بالانسحاب من احتلال تيمور الشرقية.
واجه مانديلا انتقادات مماثلة من الغرب للصداقات الشخصية التي ربطته مع فيدل كاسترو ومعمر القذافي. زار كاسترو في عام 1998 وحظي بإشادة شعبية واسعة، في حين سلم مانديلا للقذافي عندما لقيه في ليبيا «وسام الرجاء الصالح». عندما انتقدت الحكومات الغربية ووسائل الإعلام هذه الزيارات، رد مانديلا بأن هذه الانتقادات تخفي نغمة عنصرية. أمل مانديلا في حل وسط للجدل طويل الأمد بين ليبيا والولايات المتحدة وبريطانيا وذلك بجلب ليبيين اثنين للمحاكمة، هما عبد الباسط المقرحي وأمين خليفة فحيمة، اللذان كانا متهمين في نوفمبر عام 1991، بتخريب طائرة بان آم الرحلة 103. اقترح مانديلا إجراء المحاكمة في بلد ثالث، الأمر الذي لقي قبول جميع الأطراف؛ وانعقدت المحاكمة في كامب زيست في هولندا في أبريل 1999 يحكمها القانون الإسكتلندي، وانتهت إلى أن أحد المتهمين هو مذنب 

### الانسحاب من الحياة السياسية
اعتمد البرلمان الدستور الجديد لجنوب أفريقيا في مايو 1996، الذي كرس مجموعة من المؤسسات لتتحقق من السلطة السياسية والإدارية تعمل ضمن الديمقراطية الدستورية. عارض دي كليرك تنفيذ هذا الدستور وانسحب من الحكومة الائتلافية احتجاجا على ذلك. ملأ المؤتمر الوطني الأفريقي المناصب الشاغرة في مجلس الوزراء الذي انسحب منه الحزب الوطني، وصار مبيكي نائب الرئيس الوحيد. وحدث أن كان كل من مانديلا ومبيكي خارج البلاد في مناسبة واحدة، فعين بوثيليزي «القائم بأعمال رئيس»، وهو ما شكل تحسنا في علاقته مع مانديلا.
تنازل مانديلا عن منصبه كرئيس لحزب المؤتمر الوطني الأفريقي في مؤتمر ديسمبر 1997 وأعرب عن أمله في أن يخلفه رامافوزا، انتخب المؤتمر الوطني الأفريقي ثابو مبيكي للمنصب ؛ فما كان من مانديلا إلا أن أقر له بذلك، أصبح مبيكي بحكم الأمر الواقع رئيسا للبلاد. ولمنصب نائب الرئيس مبيكي، أيد مانديلا والمجلس التنفيذي ترشيح جاكوب زوما، وهو من قبيلة زولو وسجن في جزيرة روبن، ونافسته في المنصب ويني بشعبوية خطابها الذي اكسبها تأييدا قويا داخل الحزب، ورغم ذلك فاز زوما في التصويت محققا انتصارا ساحقا في الانتخابات.
ازدادت علاقة مانديلا بماشيل كثافة، وفي فبراير 1998 صرح علنا «أنا أحب سيدة رائعة»، وتحت ضغط صديقه ديزموند توتو الذي حثه على أن يكون قدوة للشباب، أقام حفل زفاف في عيد ميلاده 80، في يوليو. في اليوم التالي أقام حفلا كبيرا دعي إليه العديد من الشخصيات الأجنبية. لم يخطط مانديلا أبدًا لفترة ولاية ثانية في منصبه، وقدم خطاب وداعه في 29 مارس 1999 ثم تقاعد.

## تقاعد

### استمرار النشاط (1999-2004)

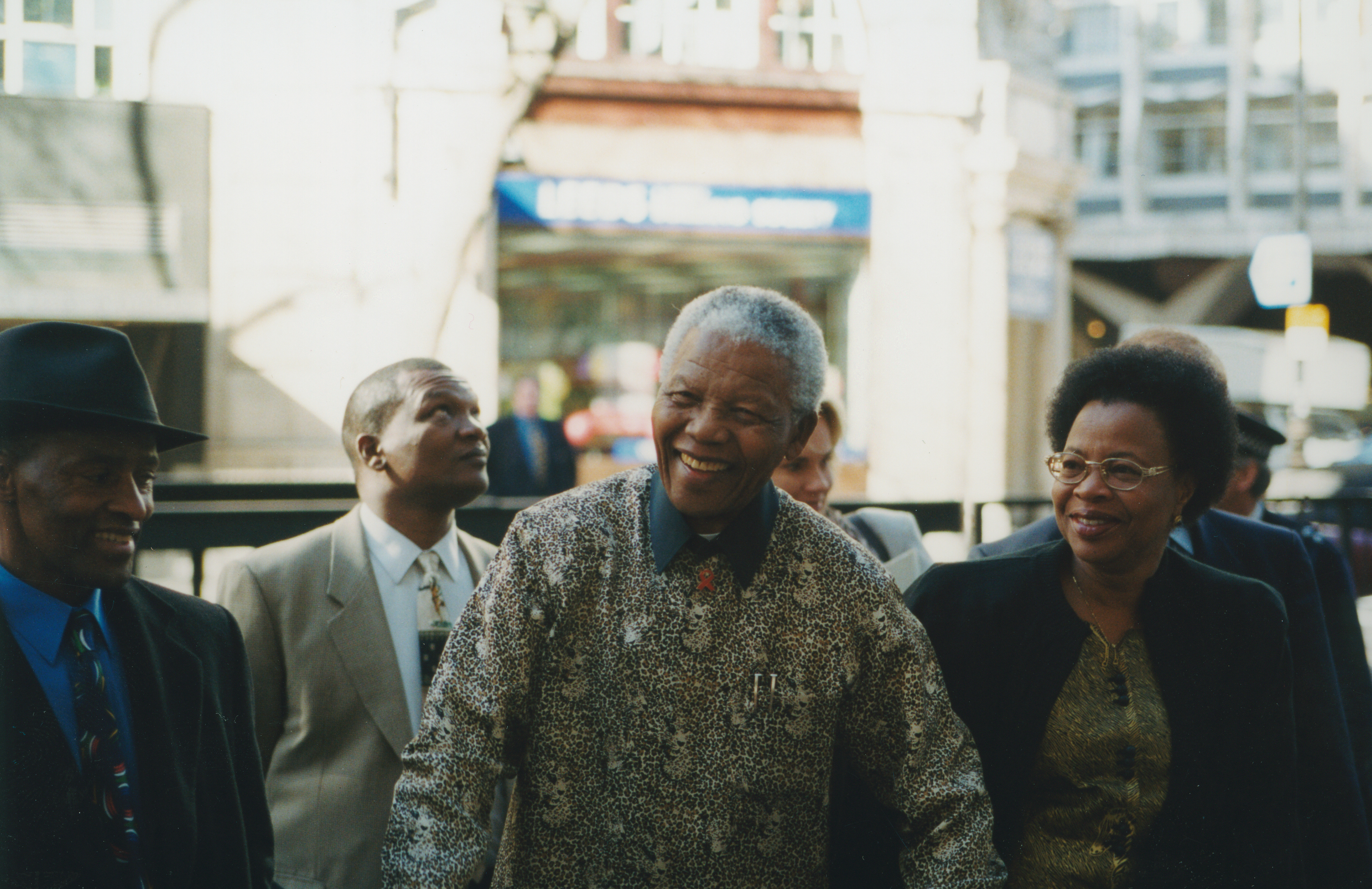
مانديلا يزور مدرسة لندن للاقتصاد في عام 2000

بعد تقاعده في يونيو 1999، عاش مانديلا حياة عائلية هادئة، يتنقل بين جوهانسبرغ وكونو (Qunu). وبدأ في الكتابة لتكملة أول سيرة ذاتية له، عنونت سنوات الرئاسة، ولكنه تخلى عن الأمر قبل نشرها. وجد صعوبة في البقاء في العزلة، فعاد إلى الحياة العامة مع برنامج يومي للمهام، تضمن اجتماعات مع قادة العالم والمشاهير، وعمل في جوهانسبرغ مع مؤسسة نيلسون مانديلا، التي تأسست في عام 1999 بغية مكافحة انتشار الإيدز والتنمية الريفية وبناء المدارس. كان قد لقي انتقادات شديدة لفشله في القيام بما فيه الكفاية لمكافحة الأوبئة خلال رئاسته، فكرس الكثير من الوقت لهذه المهمة بعد تقاعده، واصفا إياها بـ «الحرب» التي أدت إلى مقتل أكثر من «كل الحروب السابقة» وحث حكومة مبيكي على ضمان حصول المصابين بفيروس نقص المناعة بجنوب أفريقيا على اللقاحات. في عام 2000، تأسست بطولة نيلسون مانديلا للغولف التلبوية الخيرية، التي استضافها غاري بلاير. عولج مانديلا بنجاح من سرطان البروستاتا في يوليو 2001.
في 2002، افتتح مانديلا «محاضرة نيلسون مانديلا السنوية»، وفي عام 2003 تم إنشاء «مؤسسة مانديلا رودس» في بيت رودس بجامعة أكسفورد، لتوفير منح في الدراسات العليا للطلبة الأفارقة. تبعت هذه المشاريع إنشاء مركز نيلسون مانديلا للذاكرة وحملة 46664 ضد مرض الإيدز. وألقى الخطاب الختامي في المؤتمر الدولي الثالث عشر لمكافحة الإيدز في ديربان في عام 2000،  وفي عام 2004، وتحدث في المؤتمر الدولي الخامس عشر لمرض الإيدز في بانكوك بتايلاند.
صار مانديلا يرفع صوته علناً منتقداً القوى الغربية. فعارض بشدة تدخل حلف شمال الأطلسي في حرب كوسوفو سنة 1999، واصفا الأمر بمحاولة من جانب الدول القوية لأداء دور شرطي على العالم كله. في عام 2003 عارض خطة الولايات المتحدة والمملكة المتحدة لشن الحرب على العراق، واصفا إياها بـ «المأساة» موبخا الرئيس الأمريكي جورج دبليو بوش ورئيس الوزراء البريطاني توني بلير لتقويضهم الأمم المتحدة. أدى الأمر إلى جدل دولي، ولكن وفي وقت لاحق عادت علاقته مع بلير. احتفظ باهتمامه بعلاقات المملكة المتحدة مع ليبيا، وزار المقرحي في سجن بارليني، وتحدث عن ظروف معاملته واصفا إيها بـ «الاضطهاد النفسي».

#### التدخلات في سياسة جنوب أفريقيا
واصل نيلسون مانديلا دعمه لحزب المؤتمر الوطني الأفريقي بعد رئاسته. في 2008، ورفض التعليق حول الانقسامات في الحزب وأعلن انه لن يدعم أي مرشح في الانتخابات العامة لعام 2009، قائلا انه «لا يريد أن يكون طرفا في المؤامرات والانقسامات الواقعة داخل حزب المؤتمر». في البداية، لم يشارك في الحملة العامة لجاكوب زوما، رئيس حزب المؤتمر الوطني الأفريقي والمرشح لرئاسة البلاد، والذي رفعت ضده عدة دعاوى قضائية وواجه معارضة قادتها هيلين زيلي وكونغرس للشعب، وهو فصيل منشق عن المؤتمر الوطني الأفريقي من المؤيدين السابقين لثابو مبيكي. لكن مانديلا اختار أخيرا مساندة زوما في تجمعين. وقع الأول في فبراير 2009 في الكاب الشرقية. أعلن نيلسون مانديلا، بصوت حفيده، انضمامه ودعمه لحزب المؤتمر الوطني الأفريقي والتزامه العملي لصالح جاكوب زوما، ولكن ثابو مبيكي رفض أن يفعل مثله. في التجمع الثاني لمساندة زوما، شارك مانديلا رفقة زوجته السابقة ويني مانديلا. ونظم التجمع في 19 أبريل 2009، ثلاثة أيام قبل الانتخابات العامة. كان هذا التجمع العام هو الأخير لحزب المؤتمر الوطني الأفريقي معا حوالي مائة وعشرين ألف شخص في استاد في جوهانسبورغ. في خطاب مسجل تم إذاعته، ذكر مانديلا الحزب بأهدافه الرئيسية، وهي محاربة الفقر و «بناء دولة موحدة ومجتمع غير عنصري».

#### التدخلات في السياسة الدولية

##### الوسيط من أجل السلام في بوروندي
لعب نيلسون مانديلا دور الوسيط في بوروندي في فبراير 2000، حيث حل محل الرئيس التنزاني جوليوس نيريري، الذي توفي قبل ذلك بقليل، وبدأ التفاوض في 1998. كانت الحرب الأهلية والإبادات الجماعية في بوروندي قد حصدت عشرات الآلاف من القتلى وهجرت مئات الآلاف من اللاجئين. وتم توقيع اتفاقيات السلام في شهر أغسطس عام 2000، ولكن بعد ذلك رفض مانديلا الوساطة في كوسوفو وفي جمهورية الكونغو الديمقراطية متعذرا بتقدم سنه الذي لا يسمح له بإجراء مثل هذه المفاوضات المرهقة جدا.

##### المعارضة لحرب العراق وجورج بوش الابن

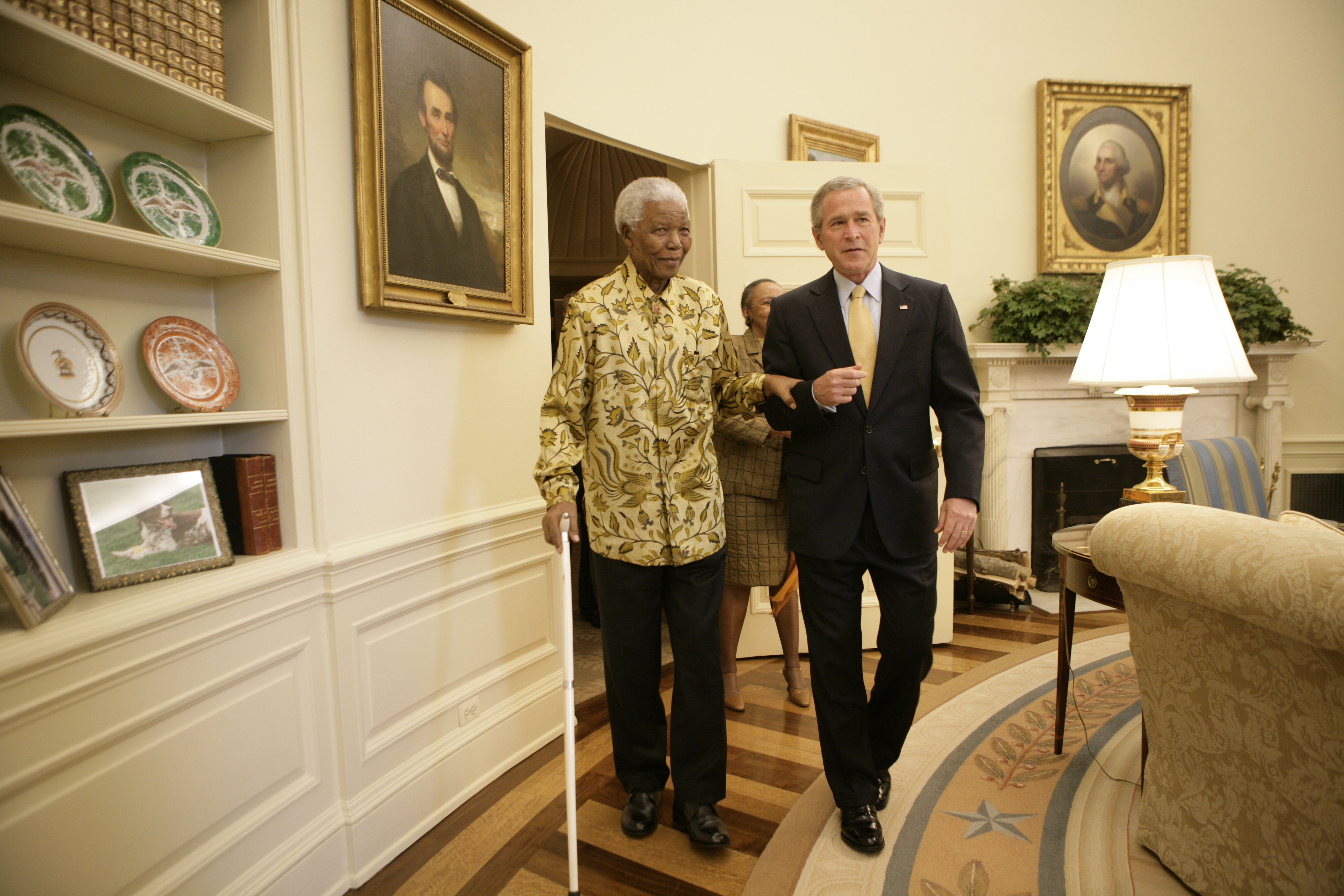
لقاء بين رئيس الولايات المتحدة جورج بوش والرئيس السابق لجنوب أفريقيا نيلسون مانديلا في المكتب البيضاوي بالبيت الأبيض بتاريخ 17 مايو عام 2006.

في نوفمبر 2001، قدم نيلسون مانديلا تعازيه في أعقاب هجمات 11 سبتمبر ودعم العمليات في أفغانستان. في يوليو 2002، منحه الرئيس جورج دبليو بوش وسام الحرية الرئاسي، واصفا إياه بـ«رجل الدولة الأكثر احتراما في عصرنا». ولكن في 2002 و2003، انتقد مانديلا السياسة الخارجية للرئيس بوش في عدة خطب. وفي يناير 2003، في كلمة ألقاها أمام «المنتدى الدولي للمرأة»، عارض مانديلا بشدة هجوم الولايات المتحدة وحلفائها على العراق، والذي أدى لاحقا إلى احتلال العراق من دون موافقة الأمم المتحدة. واتهم الرئيس جورج دبليو بوش برغبته في إغراق العالم في هولوكوست، كما اتهمه أيضا بالغطرسة  وغياب الرؤية والذكاء. اعتقد مانديلا أن هذا الإجراء سوف يقلل من تأثير الأمم المتحدة، مشيرا إلى أنه كان سيؤيد أي إجراء ضد العراق إذا كان بطلب من الأمم المتحدة، وشجع الشعب الأمريكي على التظاهر ضد الحرب وكذا الدول التي تملك حق النقض في مجلس الأمن على استخدامه. اتهم نيلسون مانديلا بوش بالذهاب إلى العراق من أجل النفط فقط، ولمح إلى أن سياسة جورج دبليو بوش وتوني بلير، رئيس الوزراء البريطاني آنذاك، تجاهلت توصيات الأمين العام كوفي عنان لها بدوافع عنصرية. هاجم الولايات المتحدة على انتهاكاتها السابقة لحقوق الإنسان وإلقاء القنبلتين الذريتين على هيروشيما وناغازاكي خلال الحرب العالمية الثانية.
| ” | ليس هناك دولة في العالم ارتكبت فضائع غير قابلة للوصف مثل الولايات المتحدة الأمريكية. وهم لا يبالون. | “ |

في 2007، قارن الرئيس بوش الوضع في العراق بالوضع في جنوب أفريقيا وألقى باللائمة على صدام حسين لما يشهده العراق من فوضى، ساخرا من غياب زعيم يوحد العراقيين مثل مانديلا. وأضاف أن «نيلسون مانديلا مات لأن صدام حسين قتل كل مانديلا عراقي». بعض المستمعين للخطاب اعتقدوا أن نيلسون مانديلا نفسه مات، وهو الأمر الذي نفته مؤسسة نيلسون مانديلا.

##### زيمبابوي وروبرت موغابي
في عام 2000، انتقد نيلسون مانديلا رئيس زيمبابوي روبرت موغابي. ترأس موغابي منذ عشرين عامًا المستعمرة البريطانية السابقة رودسيا الجنوبية. والذي تلقى انتقادات على نطاق دولي واسع لسياساته القمعية والمحسوبية وإدارته الغير كفؤه ومسؤوليته عن الانهيار الاقتصادي للبلد.
عاب عليه مانديلا تمسكه بالسلطة بعد عهدة دامت عشرين عامًا وتشجيعه لاستخدام العنف ضد المزارعين البيض، أصحاب أغلبية الأراضي التجارية في البلاد. في عام 2007، حاول مانديلا إقناع موغابي أن يترك منصبه «عاجلا وليس آجلا»، مع «قليل من الكرامة»، قبل أن «يتابع مثل الدكتاتور السابق أوغستو بينوشيه». وأشرك حكماء العالم مع كوفي عنان وسيطا، ولكن موغابي لم يعط أي رد على هذه المسعى. في يونيو 2008، في ذروة أزمة الانتخابات الرئاسية في زيمبابوي، أدان مانديلا «الفشل المأساوي للقيادة» في زيمبابوي.

##### الصراع الإسرائيلي الفلسطيني
في عام 1999، وخلال زيارة إلى إسرائيل وقطاع غزة، طلب نيلسون مانديلا من إسرائيل الانسحاب من الأراضي المحتلة ومن الدول العربية أيضا أن تعترف بحق إسرائيل في الوجود ضمن حدود آمنة. وقال مانديلا أنه «جاءت هذه الزيارة لشفاء الجروح القديمة الناجمة عن علاقة إسرائيل بنظام الفصل العنصري السابق في جنوب أفريقيا». أثناء فترة رئاسته في عام 1997، وبمناسبة اليوم الدولي للتضامن مع الشعب الفلسطيني، كان نيلسون مانديلا قد أرسل رسالة رسمية لدعم ياسر عرفات والفلسطينيين من أجل تقرير المصير وإقامة الدولة مستقلة في إطار عملية السلام.
في عام 1990، واجه مخاوف من المجتمع اليهودي الأمريكي، وقد كان نيلسون مانديلا قد دافع بالفعل عن علاقته مع ياسر عرفات ومنظمة التحرير الفلسطينية، الذين دعموا تاريخيا دائمًا حزب المؤتمر الأفريقي. وقال أن منظمته في نفس صف منظمة التحرير الفلسطينية لأنهما تحاربان من أجل تقرير المصير ولكن حزب المؤتمر الوطني الأفريقي لم يشكك أبدًا في حق دولة إسرائيل في الوجود، ولكن خارج الأراضي المحتلة.
سبق لنيلسون مانديلا أن قارن بين نضال الفلسطينيين ونضال السود في جنوب أفريقيا.
أدان مجلس حكماء العالم والذي كان مانديلا عضوا فيه، هجوم الجيش الإسرائيلي على أسطول غزة الذي «لا يغتفر تماما» والذي سقط خلاله العديد من المدنيين شهداء في 31 مايو 2010. ودعا إلى وضع حد للحصار على قطاع غزة، مشيرا إلى أن نصف سكان غزة البالغ عددهم مليون ونصف المليون نسمة هم تحت 18 سنة وأن هذا الحصار «غير قانوني وغير مفيد لأنه يشجع المتطرفين».

##### مجلس حكماء العالم
في 18 يوليو 2007، وبمبادرة من الملياردير ريتشارد برانسون والموسيقي بيتر غابرييل، نظم نيلسون مانديلا وغراسا ماشيل وديزموند توتو في جوهانسبرغ اجتماعا لزعماء العالم المؤثرين الذين يريدون المساهمة بخبراتهم وحكمتهم في حل المشاكل الأكثر أهمية في العالم. وأعلن نيلسون مانديلا عن تشكيل مجلس Global Elders (حكماء العالم) في كلمة له خلال عيد ميلاده التاسع والثمانين. ضم المجلس ديزموند توتو رئيسا وقائمة أعضاءه المؤسسين تشمل أيضا كوفي عنان وإيلا بهات، وغرو هارلم برونتلاند وجيمي كارتر ولى تشاو شينغ وماري روبنسون ومحمد يونس.
وأوضح مانديلا : «يمكن لهذه المجموعة التحدث بحرية وجرأة، والعمل علنا أو بشكل غير رسمي على جميع أنواع التدابير التي ينبغي اتخاذها. سنعمل على دعم الشجاعة حيث يشيع الخوف، وتشجيع التفاوض حيث يدور الصراع، وإعطاء الأمل حيث ينتشر اليأس».

### التقاعد من التقاعد" (2004 إلى الوفــاة)
في يونيو 2004، في عمر يزيد عن 85 وبصحة متدهورة، أعلن مانديلا انه «يتقاعد من التقاعد» وينسحب من الحياة العامة، ومستدركا «لا تدعوني، فأنا من سيدعوكم». استمر بلقاء الأصدقاء المقربين والعائلة، وردت المؤسسة دعوات له بالظهور في المناسبات العامة ورفضت معظم طلبات المقابلات الصحفية. استمر في المشاركة في بعض الشؤون الدولية، وشجع رئيس زيمبابوي روبرت موغابي على الاستقالة بسبب تزايد انتهاكات حقوق الإنسان في البلاد. عندما أرى أن ذلك لم يجد نفعا، فتحدث علنا ضد موغابي في عام 2007، طالبا منه التنحي «بما تبقى من احترام وكرامة». في تلك السنة، دعى مانديلا وماشيل وديزموند توتو مجموعة من زعماء العالم لعقد اجتماع في جوهانسبرغ للإسهام بحكمتهم وقيادتهم المستقلة لحل بعض المشاكل التي يواجهها العالم. أعلن مانديلا عن تشكيل هذه المجموعة الجديدة، «الشيوخ - The Elders»، في خطاب ألقاه في عيد ميلاده 89.

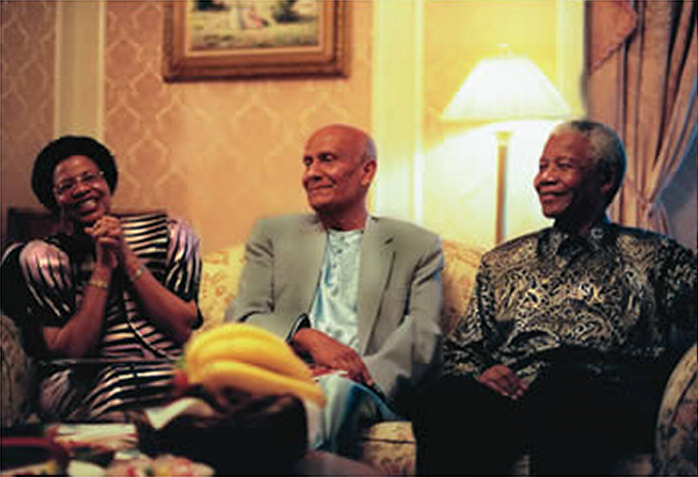
مانديلا مع زوجته غراسا ماشيل والغورو الهندي سري شينموي

تميز عيد ميلاد مانديلا 90 في جميع أنحاء البلاد في 18 تموز 2008، بالاحتفالات الرئيسية التي جرت في كونو (Qunu)،  وحفلة موسيقية على شرفه في هايد بارك بلندن. في كلمة بمناسبة هذا الحدث، دعا مانديلا الأغنياء لمساعدة الفقراء في جميع أنحاء العالم. طوال رئاسة مبيكي، استمر مانديلا في دعم حزب المؤتمر الوطني الأفريقي، وكان حضوره للأحداث العامة عادة ما يحجب مبيكي رغم حضوره. وجد مانديلا راحة أكثر في التعامل مع جاكوب زوما خليفة مبيكي، ورغم ذلك فإن مؤسسة نيلسون مانديلا انزعجت عندما نقله حفيده، ماندلا مانديلا، جوا إلى الكاب الشرقية لحضور تظاهرة مؤيدة لزوما في ظل توقعات بعاصفة في عام 2009.
منذ عام 2004، خاض مانديلا حملة ناجحة لاستضافة جنوب أفريقيا نهائيات كأس العالم لكرة القدم 2010، معلنا أنها ستكون «أفضل الهدايا القليلة لدينا في هذا العام» بمناسبة مرور عقد من الزمان على سقوط نظام الفصل العنصري. ورغم رغبته في عدم خطف الأضواء عن الحدث، إلا أن ظهور مانديلا العلني في حفل الختام، حظي بـ«استقبال حافل».

#### الصحة
في فبراير 2011، أدخل المستشفى لفترة وجيزة بسبب عدوى أصابت الجهاز التنفسي، جذب ذلك اهتماما دوليا  قبل إعادته للمستشفى بسبب إصابة في الرئة وإزالة حصوة في ديسمبر 2012. بعد إجراء طبي ناجح في أوائل شهر مارس عام 2013،  تكررت إصابة رئته، واستضيف في مستشفى بريتوريا لفترة وجيزة.
يوم 8 يونيو 2013، تفاقمت إصابة رئته، وأعيد إلى مستشفى بريتوريا في حالة خطيرة. بعد أربعة أيام، أعلن أن حالته «خطرة، ولكن مستقرة». في الطريق إلى المستشفى، تعرضت سيارة إسعاف لعطل لمدة 40 دقيقة، وانتقدت حكومة جنوب أفريقيا بسبب الحادث عندما أكده تقرير بعد عدة أسابيع، رد الرئيس جاكوب زوما بأن «سبعة أطباء كانوا في القافلة لسيطرة كاملة على الحالة طوال هذه الفترة. وأنه تلقى رعاية طبية من خبراء».
في 22 يونيو 2013، ذكرت شبكة سي بي اس نيوز أنه لم يفتح عينيه لعدة أيام، من دون أية استجابة، وكانت الأسرة تناقش فقط كم يجب أن يستمر التدخل الطبي. (الحارس الشخصي السابق شون فان هيردن، الذي وصفته سي بي اس نيوز بأنه «رفيق مانديلا الدائم على مدى السنوات ال 12 الماضية»،
وطلب علنا من العائلة «تركه حرا» قبل أسبوع).
في 23 يونيو 2013، أصدر الرئيس جاكوب زوما بيانا قال فيه بأن حالة مانديلا أصبحت «حرجة». زوما الذي يرافقه نائب رئيس حزب المؤتمر الوطني الأفريقي، سيريل رامافوزا، التقى بزوجة مانديلا غراسا ماشيل في مستشفى في بريتوريا وتناقشوا حول حالته. في 25 يونيو، زار ثابو ماكجوبا (مطران كيب تاون) مانديلا في المستشفى وصلى مع غراسا ماشيل مانديلا «في هذا الوقت الصعب للترقب والانتظار». في اليوم التالي، زار زوما مانديلا في المستشفى وألغى زيارة مقررة في اليوم التالي إلى موزمبيق. أحد أقارب مانديلا صرح لصحيفة ديلي تلغراف بأن حياته مرتبطة بالأجهزة.

## الوفاة

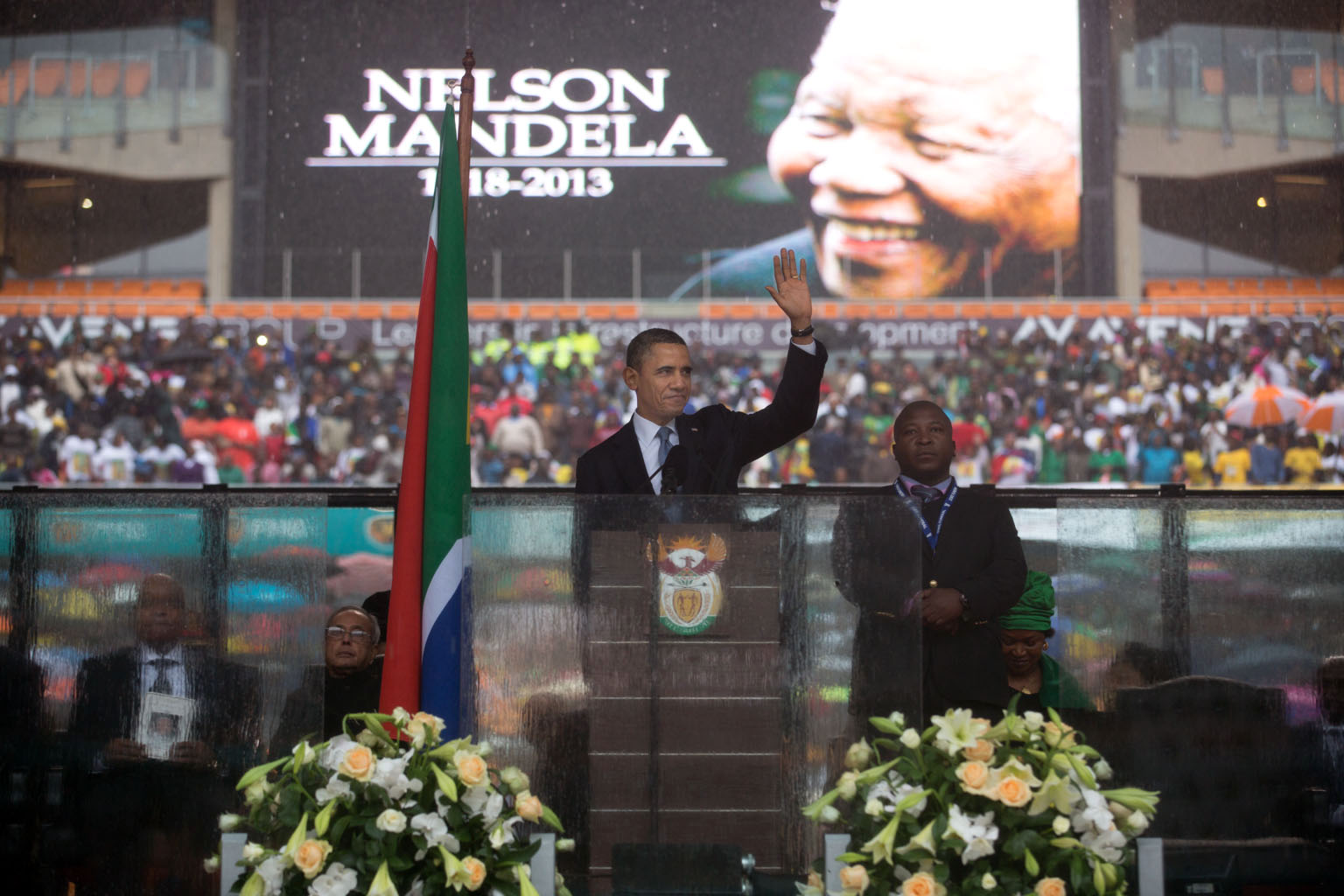
أوباما يخطب في حفل وداع مانديلا

توفي نيلسون مانديلا في 5 ديسمبر 2013 محاطًا بعائلته في منزله بجوهانسبرغ متأثرا بعدوى في الرئتين عانى منها طويلا. فارق نيلسون الحياة حوالي الساعة 20:50 بتوقيت المحلي (UTC+2)، وأعلن عن وفاته الرئيس الجنوب أفريقي جاكوب زوما، من خلال بيان قال فيه «بني وطني جنوب إفريقيا: لقد وحدنا نيلسون مانديلا وسوف نودعه موحدين». وأعلن الحداد في البلد لمدة 10 أيام.
حظي مانديلا بجنازة رسمية حضرها 90 ممثلا رسميا لعدة دول ومنظمات في تجمع مهيب تداول فيه عدد زعماء على المنصة لرثاء الفقيد. المراسم جرت في 10 ديسمبر 2013 في ملعب سوكر سيتي في جوهانسبيرغ. هذا الملعب الذي شهد آخر إطلالة جماهيرية لمانديلا أثناء بطولة كأس العالم لكرة القدم 2010. في حين أقيمت مراسم الدفن بكونو (مسقط رأسه) بحضور أفراد من عائلته وقادة البلاد اختتمت عشرة أيام من مراسم التأبين.

## الحياة الشخصية والعامة

### صورة

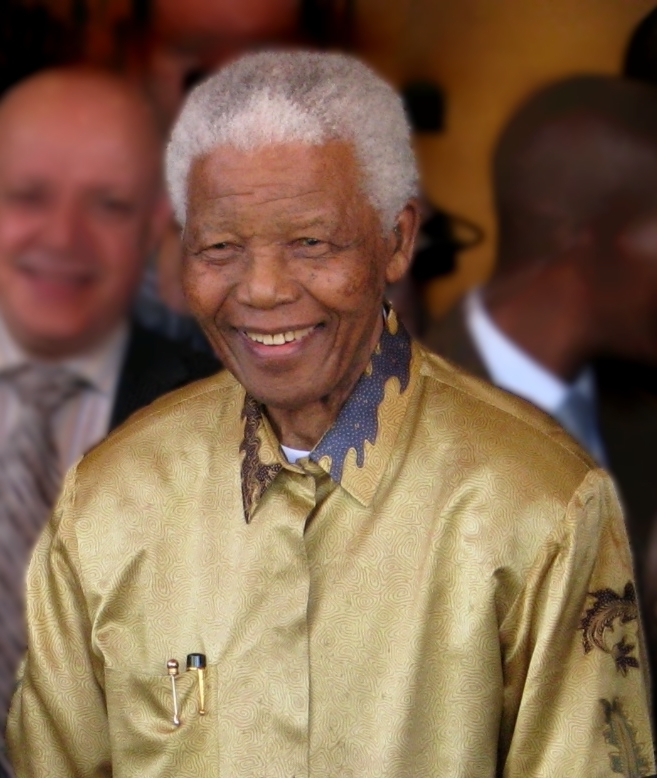
مانديلا أثناء حفل عيد ميلاده 90 في جوهنزبرغ مايو 2008

في جميع أنحاء العالم، ينظر إلى مانديلا باعتباره «سلطة معنوية» عظيمة «معنية بالحقيقة». تعتبر شخصية ودية ومرحب بها، تفرض «سحرا هادئا» عندما تتحدث إلى الآخرين، بما في ذلك خصومها. في كثير من الأحيان تحابي المليونيرات وكبار الشخصيات، وتتمتع بالتحدث مع موظفيهم في المناسبات الرسمية. في وقت لاحق من حياته، عرف ببحثه عن الأفضل في كل شخص، وحتى الدفاع عن خصوم حلفائه السياسيين، رغم أن البعض يعتقد بأنه يثق أكثرمن اللازم في الآخرين. اشتهر بالعناد والولاء،  يظهر «طبعا ساخنا» يمكن أن يتحول إلى غضب أحيانا، وأيضا «مزاجا متقلبا واكتئابا» بعيدا عن أعين الجمهور. ولديه أيضا حس للفكاهة السوداء. الدالاي لاما الـ 14 هو صديق قديم للرئيس نيلسون مانديلا.
واع جدا بأهمية صورته، سعى دائمًا لارتداء ملابس من نوعية جيدة، فارضا على نفسه «نمطا ملكيا» نابع من طفولته في البيت الملكي في تيمبو، وكذا فترة رئاسته التي قورنت بالملكية الدستورية. اعتبر «سيد التصوير والأداء»، فبرع في تقديم نفسه بشكل جيد عند التقاط الصور الصحفية والتسجيلات الصوتية.

### عائلة
تزوج مانديلا ثلاث مرات، وأنجب ستة أبناء، وله 17 حفيدا،  وعدد متزايد من أبناء الأحفاد. لقاؤه بأولاده جسديا غير قابل للوصف، يمكن أن يكون شديد اللهجة معهم، ولكن أيضا حنونا مع أحفاده.
زواج مانديلا الأول كان مع إيفلين نتوكو ماس، والتي كانت هي أيضا من ترانسكاي، التقيا في جوهانسبرغ قبل أن يتزوجا في أكتوبر 1944. انتهى هذا الزواج في عام 1957 بعد 13 سنة، ومن أسباب الطلاق الزنا والغياب المستمر والتفاني في العمل الثوري، وهو ما يتنافى مع كونها عضو في شهود يهوه، الدين الذي يتطلب حيادا سياسيا.
نتج عن هذا الزواج ابنان، ماديبا «ثيمبي» ثيمبكايل (1946-1969) وماكجاثو مانديلا (1950-2005)، وابنتان، كلاهما سميتا مكازيوي مانديلا (المعروفة باسم ماكي، من مواليد 1947 و 1953). ماتت الابنة الأولى بعمر تسعة أشهر، وسموا ابنة الثانية باسمها للذكرى. توفيت ماس في عام 2004، وحضر مانديلا جنازتها. ماندلا مانديلا، ابن ماكجاثو، أصبح رئيس المجلس القبلي لـ Mvezo في عام 2007.
زوجة مانديلا الثانية، ويني ماديكيزيلا مانديلا، أيضا من منطقة ترانسكاي، والتقيا أيضا في جوهانسبرغ، حيث كانت ويني أول أخصائية اجتماعية سوداء في المدينة. رزقا بابنتين، زيناني (زيني)، من مواليد 4 فبراير 1958 وزيندزيسوا (زيندزي) مانديلا-Hlongwane، من مواليد عام 1960. كان عمر زيندزي 18 شهرا فقط عندما سجن والدها في جزيرة روبن. في وقت لاحق، كانت ويني تتمزق من أثر الشقاق العائلي الذي ينعكس على جميع الصراعات السياسية في البلاد؛ بينما كان زوجها يقضي حكما بالسجن مدى الحياة في سجن جزيرة روبن، أصبح والدها وزير الزراعة في ترانسكاي. انتهى زواجهما بالانفصال في أبريل 1992 فالطلاق الرسمي في مارس 1996، وكان للقطيعة السياسية دورا رئيسيا في ذلك. وكان مانديلا لا يزال في السجن عندما تزوجت ابنته زيناني في عام 1973 بالأمير Thumbumuzi Dlamini شقيق مسواتي الثالث ملك سوازيلاند  وملكة الزولو Mantfombi. كانت قد عاشت ذكريات حية مع والدها، من سن الرابعة حتى ستة عشر، وكانت سلطات جنوب أفريقيا قد منعتها من زيارته في السجن. وفي يوليو 2012، تم تعيين زيناني سفيرة في الأرجنتين، لتصبح أول أبناء مانديلا الثلاثة المتبقيين دخولا للحياة العامة.
في عام 1995، عرض مانديلا الزواج على أمينة كشاليا مناهضة للفصل العنصري وناشطة في مجال حقوق المرأة، رفضت العرض هدفه بقولها «أنا امرأة وحيدة وقد فقدت مؤخرا زوجي الذي كنت أقدره كثيرا». تزوج مانديلا في عيد ميلاده 80 في عام 1998، بغراسا ماشيل (الاسم عند الولادة: سيمبين)، أرملة سامورا ماشيل، رئيس الموزمبيق وحليف حزب المؤتمر الوطني الأفريقي الذي قتل في حادث تحطم طائرة قبل ذلك بـ 12 عاما.

## الفكر السياسي

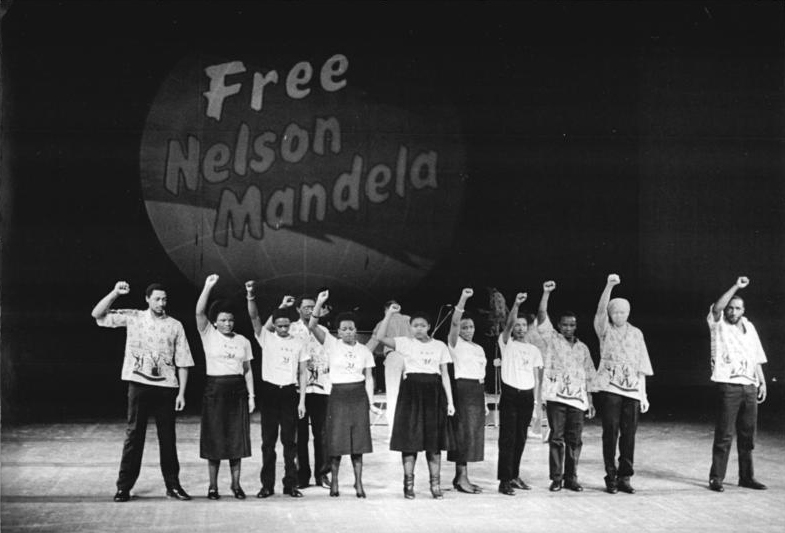
احتجاج في برلين للمطالبة بـ"الحرية لمانديلا" سنة 1986

كان مانديلا قوميا أفريقيا، ذا موقف أيديولوجي منذ انضمامه إلى حزب المؤتمر الوطني الأفريقي،  وأيضا «ديمقراطيا» و«اشتراكيا». كما قدم نفسه كقائد مستبد في العديد من خطاباته، آمن مانديلا كثيرًا بالديمقراطية والالتزام بقرارات الأغلبية حتى ولو عارضها بشدة. ورسخ لديه الاعتقاد بأن «الشمولية والمساءلة وحرية التعبير» من أسس الديمقراطية،  وكان يقوده الإيمان بالحقوق الطبيعية والبشرية.
كاشتراكي ديمقراطي، كان مانديلا «يعارض علنا الرأسمالية والملكية الخاصة للأراضي وسلطة المال الكبيرة». متأثرا بالماركسية، نادى مانديلا أثناء الثورة بالاشتراكية العلمية،  ولكنه نفى أن يكون شيوعيا أثناء محاكمته بالخيانة. يعتقد كاتب السير ديفيد جيمس سميث بأن هذا غير صحيح، مشيرا إلى أن مانديلا «تبنى الشيوعية والشيوعيين» في أواخر خمسينيات وأوائل ستينيات القرن العشرين، على الرغم من أنه كان «الزميل المسافر» أكثر منه عضوا في الحزب. في ميثاق الحرية 1955، والذي ساعد مانديلا في تحضيره، جرت المطالبة بتأميم البنوك ومناجم الذهب والأراضي، لاعتقاد معديه بأن ذلك ضروري لضمان التوزيع العادل للثروة. ورغم كل هذه الاعتقادات، فإن مانديلا لم يؤمم شيئا خلال فترة رئاسته، خوفا من أن يخيف ذلك المستثمرين الأجانب. وجاء هذا القرار أيضا بتأثير انهيار الدول الاشتراكية في الاتحاد السوفيتي والكتلة الشرقية في أوائل تسعينيات القرن العشرين.

## إرث

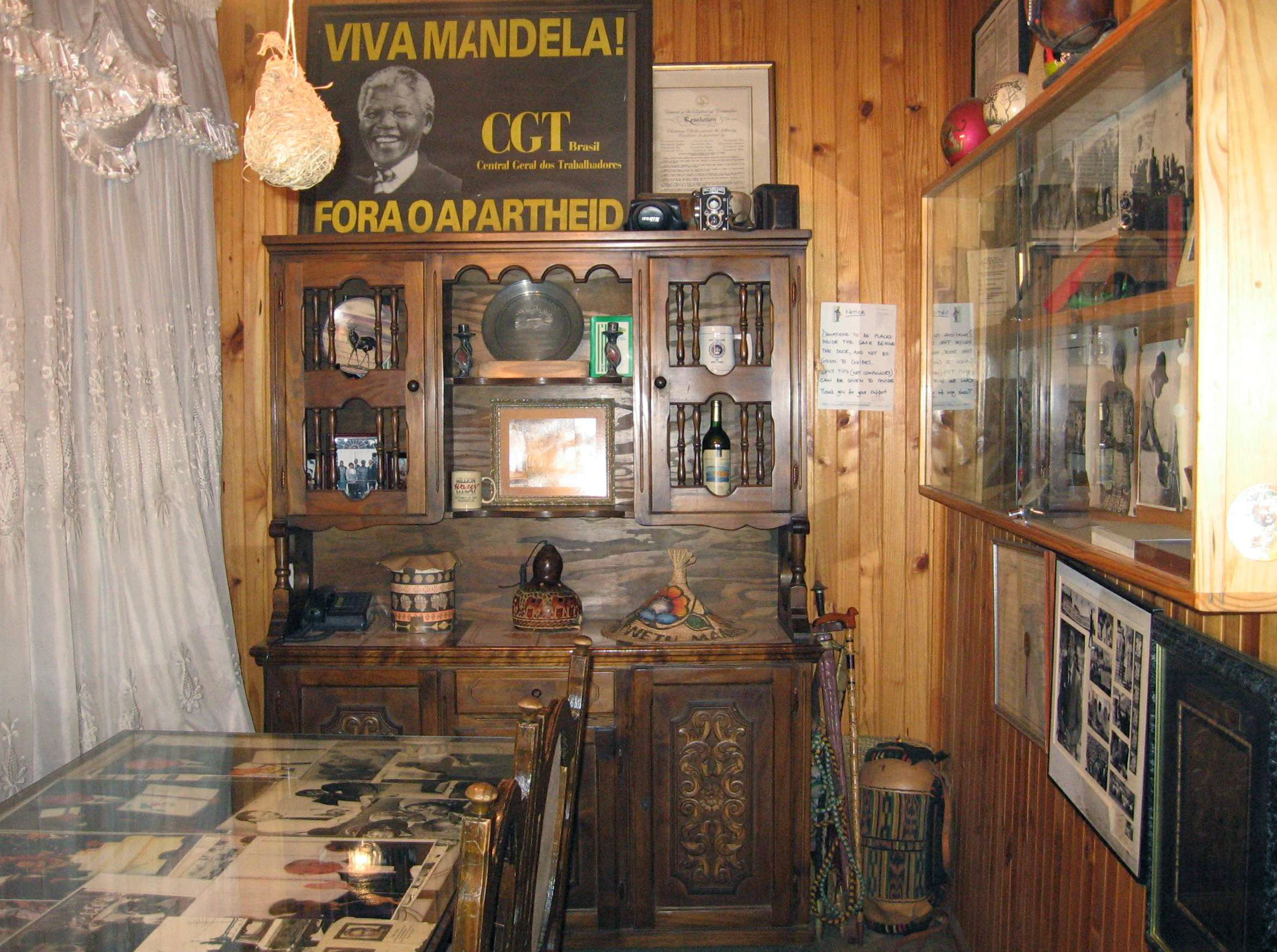
متحف أسرة مانديلا، بسويتو

في جنوب أفريقيا، غالبا ما يشار إلى مانديلا باسمه في العشيرة ماديبا.

### الجوائز والأوسمة والتماثيل
في جنوب أفريقيا، ويعتبر مانديلا على نطاق واسع بـ «أب الأمة»،  و «الأب المؤسس للديمقراطية»،  كما ينظر له كـ «محرر وطني ومخلص، هو واشنطن ولينكولن في رجل واحد». في عام 2004، منحت جوهانسبرغ مانديلا «حرية المدينة»،  وأعيد تسمية ساحة مركز تسوق ساندتون باسم «ساحة نلسون مانديلا»، ونصب تمثال لمانديلا فيها. في عام 2008، ازيح الستار عن تمثال آخر لمانديلا في مركز Groot Drakenstein الإصلاحي، سجن فيكتور فيرستر سابقا، بالقرب من كيب تاون، يقف في المكان الذي أطلق سراح مانديلا فيه من السجن.
كما لقي أيضا إشادة دولية. في عام 1993، حصل على جائزة نوبل للسلام مناصفة مع دي كليرك. في نوفمبر 2009، رسمت الجمعية العامة للأمم المتحدة يوم عيد ميلاد مانديلا، الموافق لـ 18 فبراير، كـ «اليوم الدولي لنيلسون مانديلا»، تكريما له لمساهمته في النضال ضد الفصل العنصري. يطلب من الجميع التبرع بـ 67 الدقيقة لفعل شيء للآخرين، إحياء لذكرى 67 عامًا التي قضاها مانديلا في النضال.
حاز أيضا على ميدالية الحرية لرئاسة الولايات المتحدة،  ووسام كندا،  وكان أول شخص حي يمنح المواطنة الكندية الفخرية. وآخر من يتلقى جائزة لينين للسلام من الاتحاد السوفياتي،  في عام 1990 حصل على جائزة بهارات راتنا من حكومة الهند، ، وفي عام 1992 تلقى من باكستان «Nishan-e-Pakistan». في عام 1992 حصل على جائزة أتاتورك للسلام من تركيا. لكنه رفض الجائزة، مبررا ذلك بانتهاكات حقوق الإنسان التي ارتكبتها تركيا في ذلك الوقت،  وقبل لاحقا الجائزة في عام 1999. منحته الملكة اليزابيث الثانية بيليف الصليب الكبير من وسام القديس جون ووسام الاستحقاق.

### تسويق صورته والنزاع القانوني
استغلت صورة نيلسون مانديلا عند الناس تجاريًا، فتم تسويق وبيع أقمصة تحمل صورته إضافة إلى حوالي خمسمائة كتاب منشور عنه، ومنها أيضا الأشياء ذات الصلة بمؤسسته التي تحارب الفقر والإيدز، والتي اعتبرها بعض الجنوب أفريقيين نزعة استهلاكية مفرطة أو تخليدا للصورة على منهج تخليد صورة تشي غيفارا. طلب مانديلا إزالة صوره من جميع المنتجات التي تبيعها مؤسسته.
في مايو 2005، طلب نيلسون مانديلا من إسماعيل أيوب، صديقه منذ ثلاثين عاما، وقف بيع ليثوغرافي بتوقيع مانديلا وجرد مبيعات المنتجات. وصل الصراع إلى رفع مانديلا لدعاوى قضائية. رد أيوب براءته، ولكن الصراع ظهر مرة أخرى في عام 2007، عندما وعد أيوب أمام المحكمة بدفع 700000 راند إلى صندوق مانديلا للاستثمار، كان قد حولها إلى أبناء وأحفاد مانديلا بدون رخصة، وقدم له اعتذارا علنيا.

### التحية الفنية

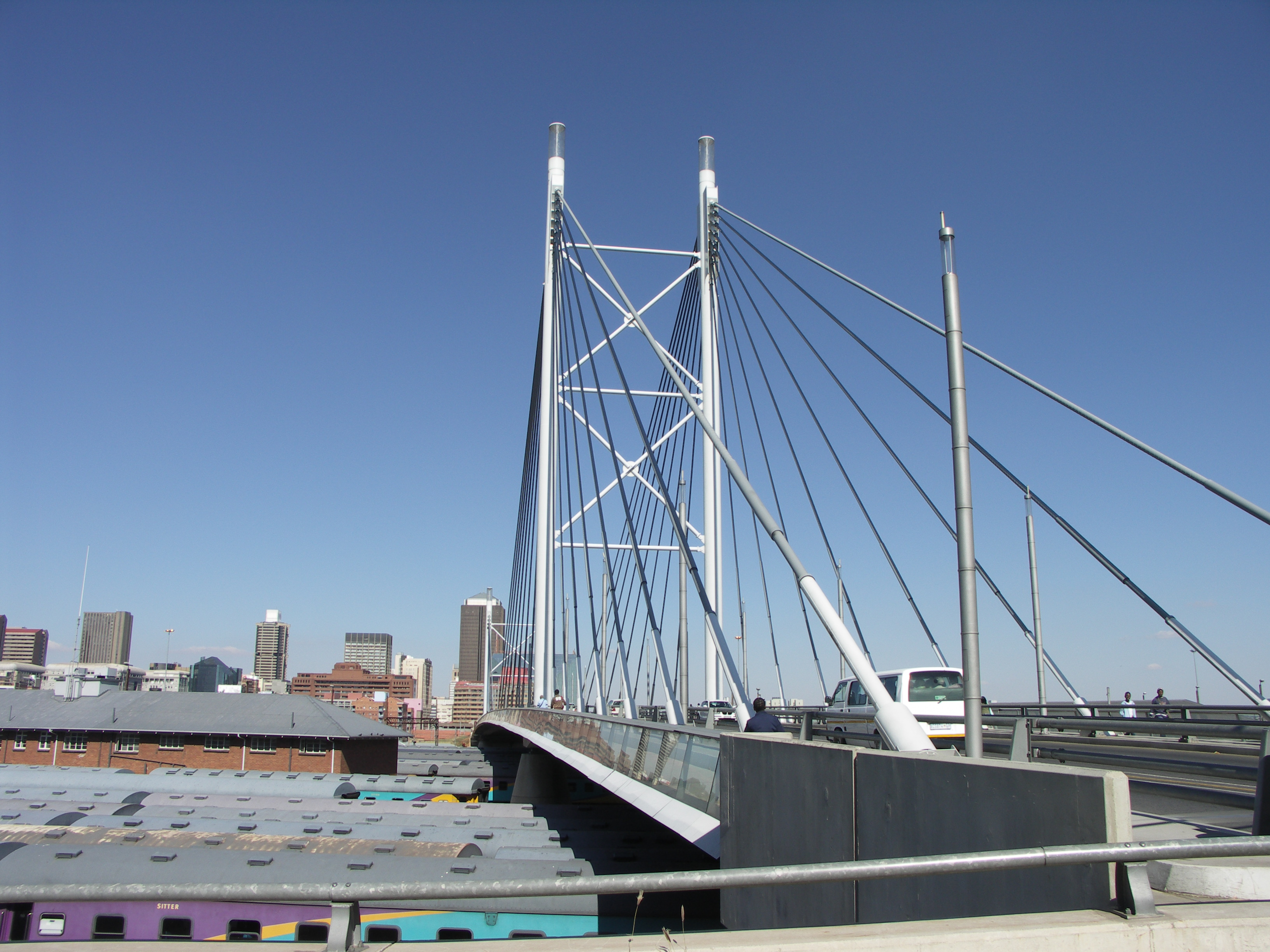
جسر نيلسون مانديلا في جوهانسبرغ

العديد من الفنانين كرسوا أغاني لمانديلا. كان أشهرها «The Special AKA» الذي سجل أغنية «الحرية لنيلسون مانديلا - Free Nelson Mandela» في عام 1983، سجل إلفيس كوستيلو أيضا أغنية وحقق بها نجاحا، أهدى ستيفي وندر الأوسكار الذي حصل عليه سنة 1985 لأغنية "I Just Called to Say I Love You" لمانديلا، مما أدى إلى حظر موسيقاه في هيئة الإذاعة لجنوب أفريقيا. في عام 1985، كان ألبوم يوسو ندور نيلسون مانديلا أول إنتاج لفنان سنغالي في الولايات المتحدة. أنتج فنانون آخرون أغاني ومقاطع فيديو تكريما لمانديلا تشمل جوني كليج  هيو مسكلا،  بريندا فاسي،  بيوند،  نيكيلباك  رافي،  وأمبي دو بريز وأ.ب. دي فيلير.

### السينما والتلفزيون
صور مانديلا في السينما والتلفزيون في مناسبات متعددة. فيلم مانديلا ودي كليرك لعام 1997، أدى سيدني بواتييه دور مانديلا  وأدى دوره أيضا دنيس هايسبيرت في وداعا بافانا سنة 2007. في عام 2009 أعدت بي بي سي التلفزيونية فيلم السيدة مانديلا، كانديفيد هاروود يقدم بورتريه عن نيلسون مانديلا،  وكذلك فعل مورغان فريمان في فيلم الذي لا يقهر (2009).